# 霧峰區
霧峰區，舊稱「阿罩霧」，前身「霧峰鄉」，位於臺灣臺中市最南端，地處臺中盆地與霧峰丘陵之間的過渡帶，位居南北交通要衝，早期曾是臺灣中部的商品集散節點，後隨日治時期橫跨烏溪的陸路與糖廠輕便鐵路的開通，戰後時期數條重大公路的通車，成為中彰投地區之間的交通要道之一:242－243。在經濟產業上，霧峰區的西部平原區主要為工商業，並以中正路為核心鄉街發展地帶，東部山區則以農業為主，並有龍眼、鳳梨、甜桃等農特產:390－393。
清代至日治時期期間，發跡於霧峰區的霧峰林家是當時臺灣中部的大仕紳家族之一，在政治與經濟方面皆具有影響力:424，其與板橋林家、高雄陳家、鹿港辜家、基隆顏家並列為臺灣五大家族。戰後初期配合臺灣省政府的疏遷計畫，在南投縣的中興新村完工前曾有數個省府單位先後進駐當地，促進霧峰區的各項公共建設的推動:376－379。由於擁有數間文化資產與文教機構，故有「文化鄉」美譽。境內的霧峰林宅與九九峰自然保留區為著名的名勝古蹟:424－443，亞美館、921地震教育園區、光復新村亦為該區的重要觀光景點。

## 歷史

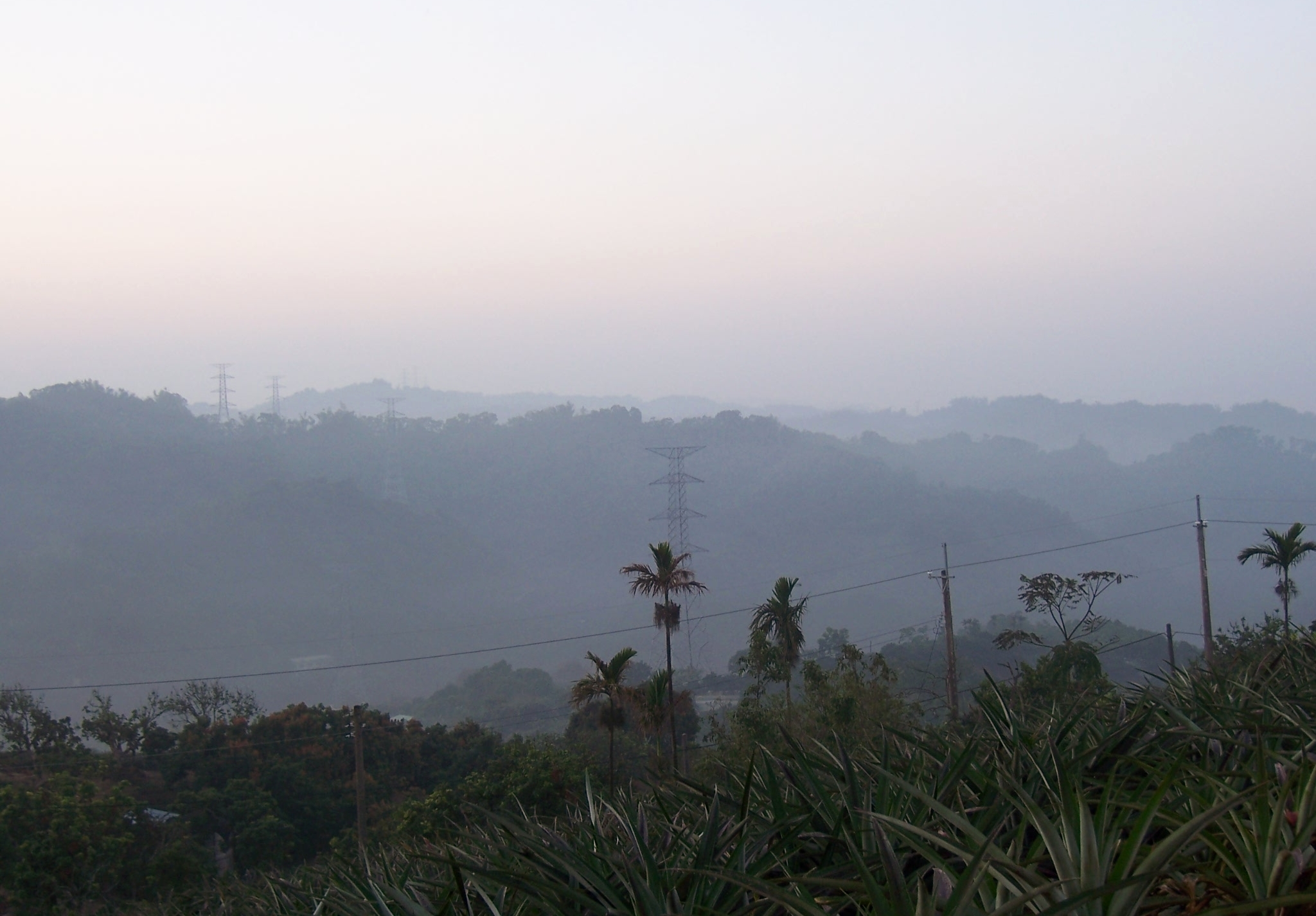
霧峰區東側丘陵的清晨一景（攝於萊園里），由於該處常有雲霧繚繞，故為霧峰區舊稱「阿罩霧」的取名一因

霧峰區舊稱「阿罩霧」，源自平埔族貓羅社群的「阿罩霧社」（Ataabu）:95，另有一說是當地附近山峰多霧籠罩，故名。「霧峰」一詞由來一說是1920年，日本人將「阿罩霧」廢除改名為「霧峰」；一說是劉銘傳一次巡視臺灣中部時，夜宿當地，由於地名不雅，遂取當地雲煙繚繞山頭之意，故雅稱為「霧峰」。
霧峰區早期為泰雅族的眉加腊番（Baibara）、隸屬洪雅族群的阿立昆族（Arikun）的社域範圍，並建有貓羅社群萬斗六社、阿罩霧社等:143。根據學者中村孝志與翁佳音等人考據，17世紀中期，荷蘭勢力未及臺灣中部時，大肚中社的原住民領袖支配範圍分佈於今臺中縣市、彰化縣東北部與南投縣西部的番社:143－145。荷治時期，1644年9月，荷蘭東印度公司派遣上尉Piter Boon等人將大肚番王加以征服，其所統轄的各社透過番王與荷蘭東印度公司所訂契約，主要歸順於荷蘭東印度公司:145。自1645年起，劃歸北部地方會議區:145－146。1661年3月，鄭成功率軍入臺後，改臺灣為東都，臺灣分一府二縣，府即承天府，新港溪（今鹽水溪）以北為天興縣，以南為萬年縣。1664年8月，鄭經改東都為東寧，提升天興、萬年二縣為州。霧峰雖然先後隸屬天興縣、天興州，但鄭氏勢力仍未及:146。
1683年，鄭克塽降清，臺灣納入清朝版圖。1684年4月14日，臺灣分一府三縣，隸屬福建省分巡臺廈兵備道，府即臺灣府，縣即臺灣縣、鳳山縣、諸羅縣，霧峰隸屬諸羅縣:147－148。朱一貴事件後，1723年，清廷劃虎尾溪以北的土地為彰化縣及淡水海防廳，霧峰隸屬福建省臺灣府彰化縣:148－149。而在「保」的層級方面，彰化立縣時，霧峰隸屬半線保。一直到1767年，設置臺灣兵備道後，改歸屬貓羅保:149。由於雍正年間及其後，漢人陸續拓墾以致聚落逐漸增加，依據1741年劉良璧的《重修福建臺灣府志》一書記載，1736年至1745年間霧峰已有登臺庄、柳樹湳庄等村庄；1764年余文儀的《重修臺灣府志》一書記載，1760年代期間除了前述兩村庄外，又增貓羅新莊、萬斗六庄、吳厝庄等；1832年周璽的《彰化縣志》記載，霧峰已有柳樹湳、阿罩霧、大坑口、舊社庄、四塊厝、南勢仔、北溝庄等7庄。中法戰爭後，1884年6月26日，清廷命劉銘傳以巡府督辦臺灣軍務:150。1887年9月8日，臺灣建省，全省劃分為三府一直隸州十一縣三廳，霧峰隸屬臺灣省臺灣府臺灣縣貓羅保:150－151。
1895年3月23日，清日訂定《馬關條約》，臺灣納入日本版圖。6月28日，臺灣分三縣一廳，霧峰屬臺灣縣彰化支廳貓羅堡:153。8月25日，改設一縣二民政支部一廳，屬臺灣民政支部彰化出張所貓羅堡。11月6日，裁撤彰化出張所，改屬鹿港出張所。1896年4月1日，復改三縣一廳，屬臺中縣鹿港支廳貓羅堡:154。1897年，改設六縣三廳，屬臺中縣臺中辦務署貓羅堡。1898年，霧峰全境轄下各庄劃分為第九、十、十一、十二等4區:155。1900年11月，將前述四區分別改名霧峰區、柳樹湳區、吳厝區、萬斗六區:155－156。1901年11月9日，全臺分二十廳，霧峰屬臺中廳塗葛堀支廳貓羅堡，並將霧峰、柳樹湳、吳厝、萬斗六等4區裁併為霧峰、萬斗六等2區。1905年3月，塗葛堀地區因水患而將支廳改設於沙轆（今沙鹿區），並改名「沙轆支廳」，霧峰改屬沙轆支廳，並將阿罩霧、萬斗六等2區裁併為阿罩霧區。1909年10月23日，改二十廳為十二廳，霧峰區改直隸於臺中廳，轄阿罩霧、柳樹湳、吳厝、萬斗六、丁臺等5:156。1920年，臺灣地方官制改革，廢廳、支廳、區堡里澳鄉制，行政區劃改為州、郡市、街庄制，並將原有的街庄社、土名改為大字、小字，全臺分五州二廳，霧峰屬臺中州大屯郡。霧峰庄分為霧峰、柳樹湳、吳厝、萬斗六、丁臺等5個大字，庄役場設於霧峰大字:157。
1945年10月25日，中華民國接管臺灣後，地方行政區劃暫時依循舊制。至12月11日起，將日治時期的五州、三廳、十一州轄市改為八縣、九省轄市、二縣轄市，縣下分區，霧峰鄉屬臺中縣大屯區:168。霧峰鄉分為錦榮村、本堂村、本鄉村、桐林村、吉峰村、甲寅村、中正村、萊園村、坑口村、南柳村、北柳村、四德村、五福村、萬豐村、舊正村、峰谷村、六股村、北勢村、南勢村、丁臺村等20個村。1950年9月8日，調整行政區域，全臺灣劃分為十六縣、五省轄市，裁撤區署，霧峰鄉改直隸於臺中縣:169。2010年12月25日，配合臺中縣市合併改制為直轄市，霧峰鄉改制為市轄區「霧峰區」。

## 地理

### 地形
霧峰區位於臺中市最南端，臺中盆地與霧峰丘陵的過渡地帶:242。北接太平、大里兩區，西鄰烏日區，東連南投縣國姓鄉，南隔烏溪與南投縣草屯鎮相望。行政區域東西長約14.83公里，南北長約8.83公里，土地總面積約為98平方公里，在臺中市各區中排行第四位。
霧峰區分為兩個地形區，一為西部的臺中盆地區，一為東部的霧峰丘陵區。臺中盆地是由雙冬斷層、車籠埔斷層、彰化斷層歷次由東向西擠壓與抬升之下形成的構造盆地，再經大甲溪、烏溪等兩條河川攜帶泥沙逐漸堆積而成。霧峰區的盆地區整體地勢由東南向西北傾斜，最低點位於大里溪與草湖溪的交會處（標高30公尺），即霧峰與大里、烏日等地的交界地帶:254。境內北邊為太平沖積扇的一部份，係發源於霧峰丘陵區的眾多溪流共同沖積而成的聯合沖積扇；南邊則為烏溪的現生沖積扇，烏溪流路向西北方的盆地盆底拓展，使得沿岸遍布河川浮覆地，加上彰化斷層造成烏溪加速河川下蝕，促使烏溪逐漸匯集丘陵區的數條河川流水，擴大了烏溪沖積扇的面積:255。
霧峰丘陵屬於臺灣西部麓山帶（即加里山山脈）的一部份，由於位居雙冬斷層與車籠埔斷層之間，長期受到間歇的斷層作用影響，使其地質構造與地層複雜，呈現南北排列。整體地勢由東向西傾斜，海拔高度最高可達約700公尺，約在霧峰與太平、國姓等地的交界處:256。

### 水文

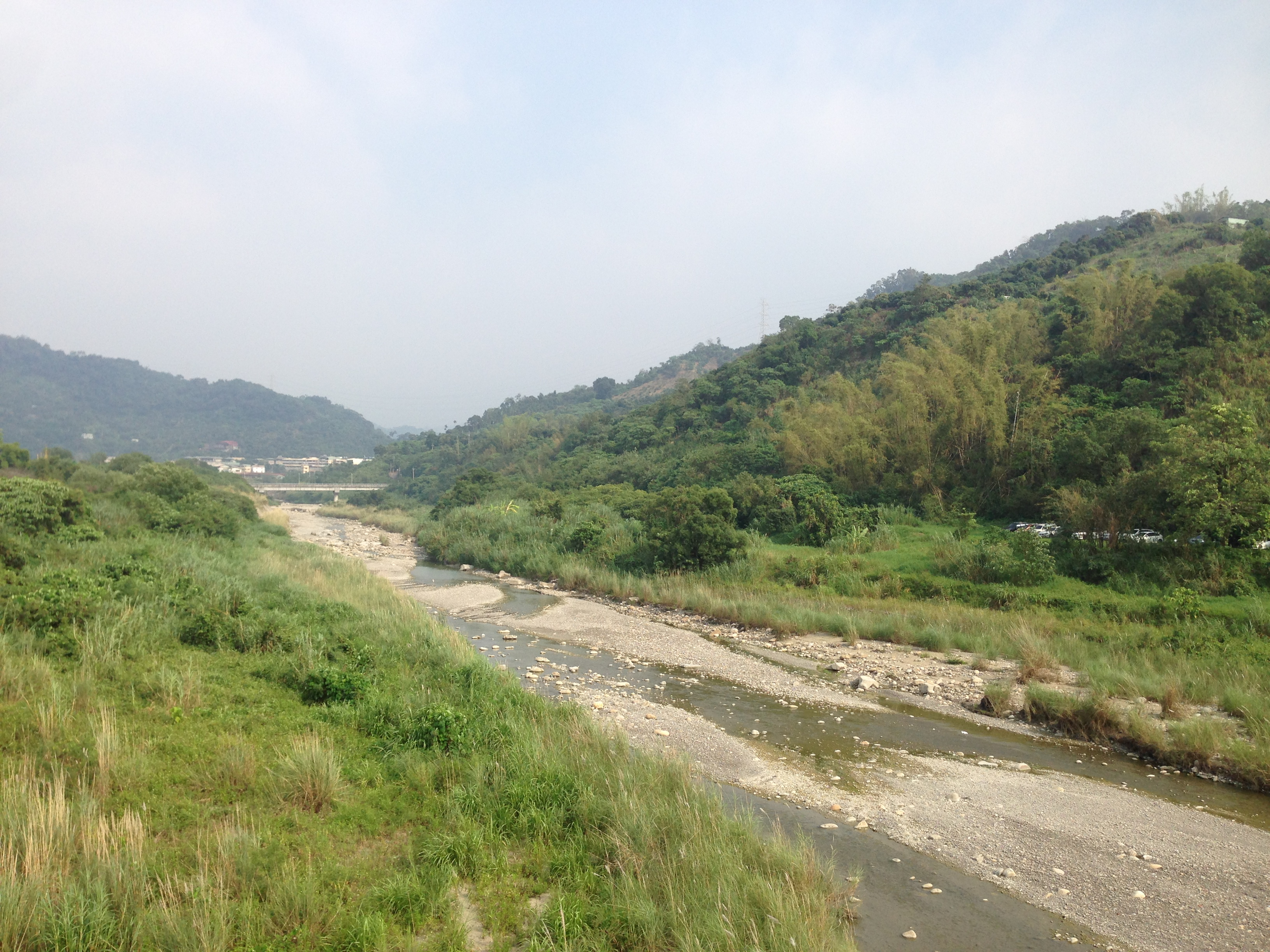
自銀聯一橋東望草湖溪一景。此河段是車籠埔斷層通過之地，昔日被抬升的地表，今被多年沖刷與河岸雜草叢生，早已難以窺得斷層露頭之面貌。

河川
流經該區河川，主要有大溪、草湖溪、北溝溪、乾溪、烏溪（依河道相對位置自北至南排列）。均屬烏溪（舊稱大肚溪）水系，主以東側高處向西流。大里溪、草湖溪位於該區北側；烏溪位於該區南側，是該區最大的河川。經濟部水利署中區水資源分署及經濟部水利署水利規劃試驗分署亦位於霧峰。
水利發展
早期在漢人入墾時，多以私設埤圳維持農田灌溉，因霧峰水利發達，所以農業豐富。
- 乾隆三十年間（1765年），大墾戶吳洛（墾號「吳伯榮」）修建萬斗六圳，引烏溪灌溉約一千餘甲田園。
- 道光十八年（1838年），霧峰林家林定邦修建『阿罩霧圳』（今霧峰圳），後因開墾土地面積逐漸擴增，就將其他埤圳，如『番仔圳』、『丁台圳』、『南勢圳』等合併為中型水圳。由於設施的完備，伴著促進商業興盛的土地『墾戶制度』，移民耕墾勤奮，於是中部米產數量大增，成為當時臺灣最大米倉。
- 大正十二年（1923年），日本政府改制，霧峰屬於『大屯埤圳水利組合』。
- 民國三十五年（1946年），改為「農田水利協會」，民國三十七年（1948年），改稱為『水利委員會』，現在的『阿罩霧圳』隸屬於南投農田水利會，引烏溪水穿鑿象鼻坑後，分第一幹線『車籠埤』，再分「霧峰圳」及「王厝圳」，第二幹線分「番仔圳」、「丁台圳」及「南勢圳」。[11]
- 民國109年（2020年）10月1日，原各農田水利會改制納入公務機關[12]，農業部農田水利署南投管理處霧峰工作站管轄主要圳路有阿罩霧一、二圳及北溝圳，轄區灌溉面積1,944公頃[13]。

### 氣候
霧峰區的氣候大致與臺中盆地附近區域相同，6月至9月，平均氣溫均在攝氏27度以上，12月至3月，平均氣溫介於16至17度之間。1982年至2005年行政院農業委員會農業試驗所（今農業部農業試驗所）農業氣象觀測站的氣象觀測平均資料顯示，霧峰區的年平均氣溫約為23.36度，月平均氣溫最高為7月的28.72度，最低為1月的16.55度:268－269。年降雨量約為1,615毫米:277。雨量集中於5月至9月，2月至3月，平均雨量不超過100毫米，6月至8月，平均雨量達250毫米，10月至1月為乾季，平均雨量低於35毫米:279－280。東半部地勢高聳，丘陵綿延，地形雨較多，西半部地勢較低，雨量較少。

### 人口
根據臺中市政府民政局統計，2023年底霧峰區戶數約2.2萬戶，人口約6.3萬人，人口密度每平方公里約646人，在臺中市屯區中人口最少、人口密度最低。區內人口最多與最少的里分別是吉峰里與萊園里，2023年底兩里人口分別為10,525人與1,147人。

## 政治

### 歷任首長

#### 日治時期
霧峰區區長
- 林獻堂：1906年—1910年

霧峰庄庄長
1. 林澄堂：1920年—1921年
2. 林紀堂：1921年—1922年
3. 林階堂：1923年—1930年
4. 林猶龍：1931年—1936年

#### 民國時期
霧峰鄉鄉長
| 屆次 | 姓名   | 備註     |
| ---- | ------ | -------- |
| 1    | 林元吉 |          |
| 2    | 林垂訓 | 霧峰林家 |
| 3    | 林垂訓 |          |
| 4    | 曾申甫 |          |
| 5    | 林錫爵 |          |
| 6    | 林光正 |          |
| 7    | 林文寶 |          |
| 8    | 林超澤 |          |
| 9    | 林超澤 |          |
| 10   | 曾瑞昌 |          |
| 11   | 曾瑞昌 |          |
| 12   | 黃昇棋 |          |
| 13   | 葉國焴 |          |
| 14   | 劉慶宗 |          |
| 15   | 劉慶宗 | 中途離職 |
| 15   | 林海清 | 補選上任 |

霧峰區區長
| 任次 | 姓名   | 上任日期       | 備註 |
| ---- | ------ | -------------- | ---- |
| 1    | 林海清 | 2010年12月25日 |      |
| 2    | 李鴻裕 | 2015年7月12日  |      |
| 3    | 李銘海 | 2019年2月12日  |      |
| 4    | 陳宗祈 | 2020年1月16日  |      |
| 5    | 白峨嵋 | 2023年3月1日   |      |
| 6    | 張慶庸 | 2024年4月1日   |      |

### 區政組織

霧峰區公所

霧峰區公所是臺中市政府在霧峰區的派出機關，在中華民國政府架構中為市政府綜理區政的執行機關，上級業務監督機關為臺中市政府。區長由市長任命，其任期為無任期保障。在區長及主任秘書之下，設有5課4室等9個內部單位。

### 行政區
現今霧峰區行政範圍的確立，來自於1920年，日本將臺灣十二廳改為五州二廳，設霧峰庄屬臺中州大屯郡。霧峰庄轄霧峰、柳樹湳、吳厝、萬斗六、丁臺等5個大字:666。1945年，改為「霧峰鄉」，隸屬臺中縣大屯區:672。1950年，裁撤區署，霧峰鄉改直隸於臺中縣:673。2010年12月25日，臺中縣市合併改制為直轄市，霧峰鄉改制為市轄區「霧峰區」，隸屬臺中市。
霧峰區共轄20里354鄰，各里和日治時代的庄（1920年前）、大小字（1920－1945 年）對照如下：
| 貓羅堡 （1920年前） | 霧峰 （1920年－1945年） | 霧峰 （1920年－1945年） | 霧峰區 （2010年－現制）                        |
|                     | 大字                    | 小字                    | 里                                             |
| ------------------- | ----------------------- | ----------------------- | ---------------------------------------------- |
| 阿罩霧              | 霧峰                    | 霧峰                    | 本堂里、中正里、本鄉里、甲寅里、萊園里、錦榮里 |
| 阿罩霧              | 霧峰                    | 北溝                    | 吉峰里、桐林里                                 |
| 阿罩霧              | 霧峰                    | 坑口                    | 坑口里                                         |
| 柳樹湳              | 柳樹湳                  |                         | 南柳里、北柳里                                 |
| 萬斗六              | 萬斗六                  |                         | 萬豐里、六股里、峰谷里、舊正里                 |
| 吳厝                | 吳厝                    |                         | 五福里、四德里                                 |
| 丁臺                | 丁臺                    | 丁臺                    | 丁臺里                                         |
| 丁臺                | 丁臺                    | 南勢                    | 南勢里、北勢里                                 |

舊名、小地名
- 貓羅堡：因貓羅社所在地而得名，包括今霧峰區及彰化縣芬園鄉全部，與彰化縣彰化市、臺中市烏日區之一部。
- 大字：
  - 阿罩霧：原指包括甲寅、本鄉、中正、錦榮、萊園、本堂、坑口、桐林、吉峰等里，1920 年改為霧峰大字。[21]
  - 柳樹湳（柳仔湳）：今北柳、南柳二里。因早期該地多柳樹，且草湖溪附近湳地（泥巴地）土地鬆軟而得稱。雍正年間，有移民至此開拓，設官隘於此，後來又置汛防，而形成早期中部之大聚落。
  - 吳厝：今四德、五福二里。四德里昔稱四塊厝，因早期開拓時，由吳姓族人至此開墾而得名。
  - 丁台：今丁台、北勢、南勢三里。雍正年間，因設隘防敵，築土台配置隘丁，而形成後來漢人村莊。[20]
  - 萬斗六：今萬豐、舊正、峰谷、六股等里。地名由來於昔為洪雅平埔族（Hoanya）萬斗六社之所在地而得名。

### 選舉
市議員：第十三選區（大里區、霧峰區）
- 中國國民黨：蘇柏興、林碧秀
- 民主進步黨：林德宇、李天生、張芬郁
- 臺灣民眾黨：江和樹

立法委員：臺中市第二選舉區（霧峰區、沙鹿區、龍井區、大肚區、烏日區）
- 中國國民黨：顏寬恒

## 經濟

### 農業
大致以台三線為界，東側丘陵以種植荔枝、龍眼、香蕉、鳳梨等為主，鳳梨甜度高，口感佳。荔枝肉質細緻，近期並積極開發荔枝酒；西側盆地，以種植水稻為主，亦有菌菇類農作等的培養。「霧峰香米」，益全香米發源地，曾獲全國總冠軍米及十大經典好米等殊榮。而菇類種類有金針菇、木耳、洋菇、柳松菇、長腳菇、鮑魚菇……等，尤以金針菇類之日產量為世界產量之首。而霧峰農會酒莊的「初露」清酒，以益全香米釀造清酒，是最具有代表性的台灣清酒。「初霧燒酎」曾獲得德國世界烈酒評鑑金質獎。系列酒品包括：極品純米吟釀、吟釀、燒酎、本釀造、生清酒、濁酒……等。並有酒粕香皂、酒粕面膜、酒粕軟糖及白巧克力清酒軟糖等副產品。

區內相關農業機關與組織：
- 農業部農業試驗所
- 農業部農業藥物試驗所
- 霧峰區農會[25]

### 工業
根據民國八十二年（1993年）所出版的《霧峰鄉志》，工商業中，以電子、金屬等製造業為主。

霧峰區內除了一般中小型工廠外，亦有很多知名廠房；如食品大廠味全公司台中廠區位於萬豐里及世界最大縫紉機大廠日商車樂美公司和全臺灣規模最大的太陽能熱水器及穀物乾燥機製造廠商三久公司設廠於吉峰里，臺灣三洋電機中區營業處……等等。區內工業區有霧峰工業區、吉峰工業區與南勢工業區。

### 商業

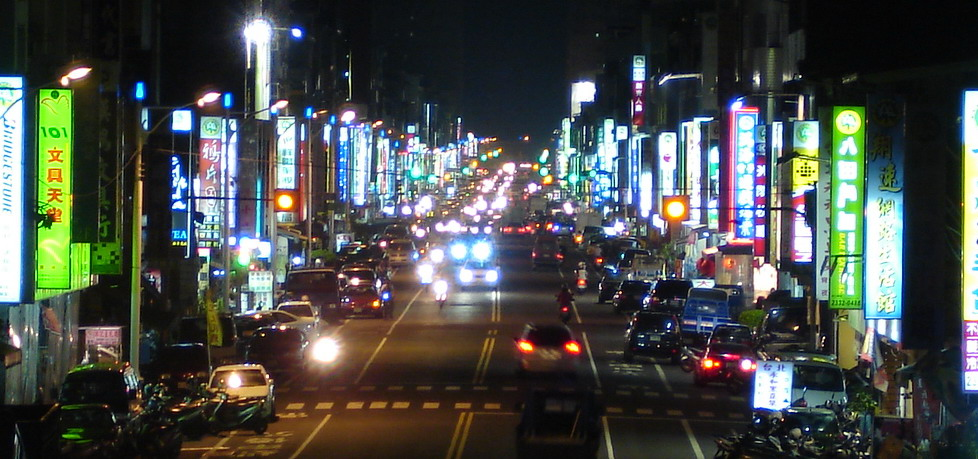
中正路夜間一景

區內商業活動以批發零售業占比最多，其次為餐飲業。商業區以中正路、萊園路、四德路、樹仁路兩側向外拓展，商圈內店家林立商業活動熱絡。
- 中正路商圈：1994年（民國八十三年），霧峰區公所推動中正路招牌廣告之齊一化及電纜地下化工程，使其成為全台灣第一條示範性「無障礙景觀大道」[27]，也引領其他鄉鎮市區的招牌規格化熱潮。[28]
- 霧峰區公有零售市場：為屯區具歷史及規模較大的市場，市場主入口雖坐落於霧峰區中正路958-6號，但實際範圍：東以民生路，南以萊園路，西以中正路，北以光明街為界。其中民主街、民權街、和平街、信義街等更是霧峰早期開發的商業聚落。
- 樹仁路商圈：原為舊霧峰樹仁夜市，逐漸發展成為以小吃餐飲店家為主的美食大道，臺中縣市合併前被臺中縣政府列為台中縣三大美食商圈之一。
- 光復新村：早期為政府員工宿舍，現為臺中市政府輔助青年創業的最大聚落。
- 亞大商圈：亞洲大學及光復國中小旁發展出的學生商圈，範圍包含柳豐路周遭巷弄。

### 金融業
- 臺灣銀行霧峰分行
- 彰化銀行霧峰分行
- 台中銀行霧峰分行

## 文化

### 地方語言
霧峰原為洪雅族和泰雅族賽考利克群的居地，西部曾通行洪雅語；東部曾用賽考利克泰雅語。但因漢化或遷移等因素，現今通行的語言為台灣閩南語漳州腔，語言學家洪惟仁劃為「霧峰南投新漳腔小片」。其特色為不少人的上聲（高降調）比多數腔調的調值高，如「好」的白讀 hó（台羅拼音、白話字）優勢腔調值為 41，而霧峰為 53，然此特點正淡化中。

### 地方節慶活動
- 霧峰元旦登山健行活動－每年國曆1月1日。
- 霧峰植樹節－每年植樹節間。
- 十八庄迎媽祖－每年農曆三月一日起至二十日，為烏日、大里、霧峰、太平的重要盛事。
- 霧峰區農會「花田囍事之秋收冬藏活動」－每年冬季稻田休耕期間。
- 甲寅里十年祈安祭典—祈安醮
- 霧峰法揚宮 『乞香米龜王活動』

### 運動場地
- 霧峰區綜合運動場
- 霧峰區槌球場
- 霧峰區健體中心、羽球館
- 霧峰高爾夫球場

## 教育

### 大專院校
- 朝陽科技大學：台灣第一所私立科技大學。

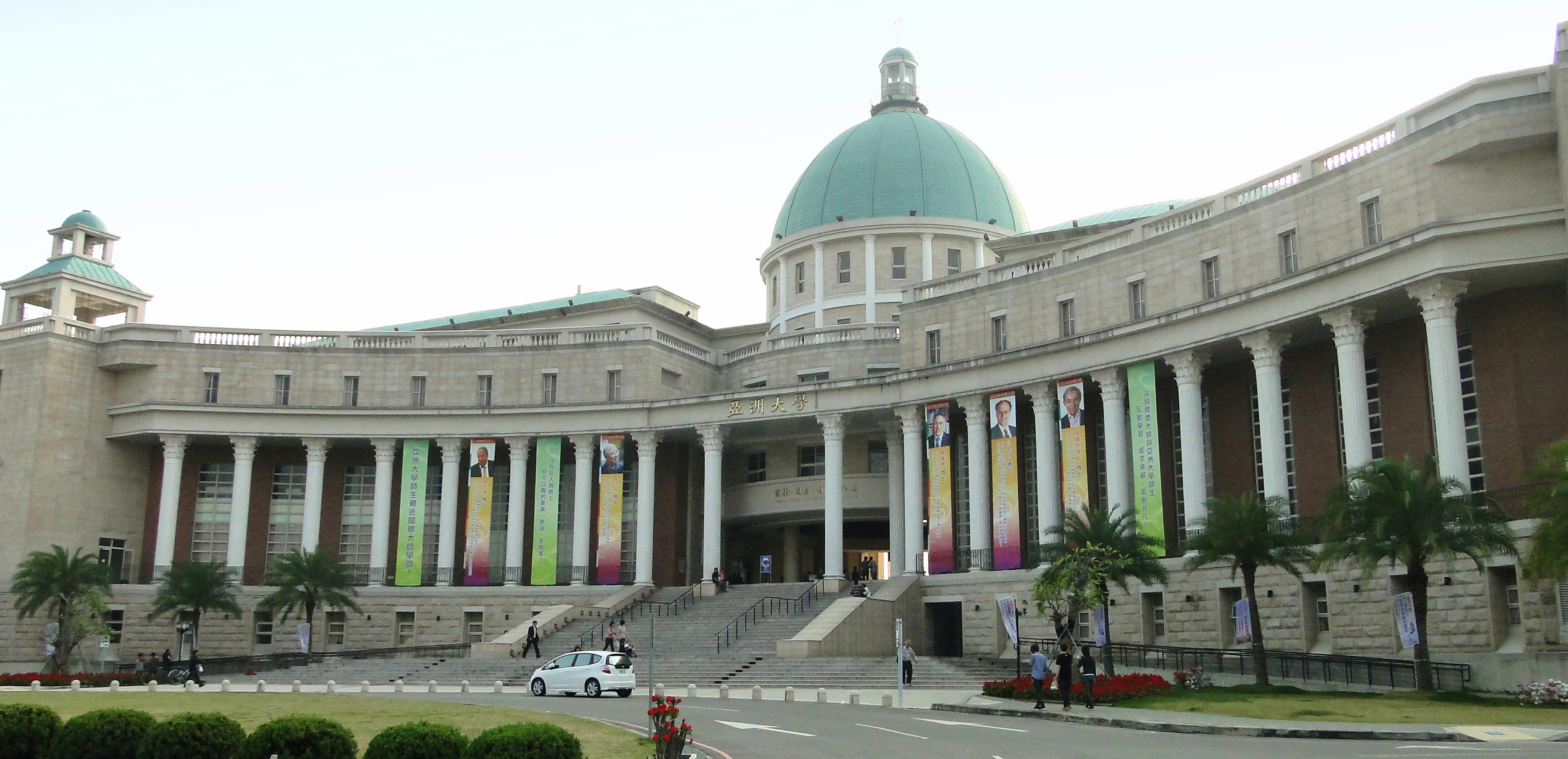
亞洲大學

- 亞洲大學：由中國醫藥大學董事長蔡長海教授，協同由鉅建設林增連創辦。
- 國立中興大學部份機構
  - 農業暨自然資源學院農業試驗場
  - 園藝試驗場暨葡萄中心

### 高級中學
- 臺中市立霧峰農業工業高級中等學校
- 臺中市私立明台高級中學

### 國民中學
- 臺中市立霧峰國民中學
- 臺中市立光復國民中小學

### 國民小學
- 臺中市霧峰區霧峰國民小學
- 臺中市霧峰區四德國民小學
- 臺中市霧峰區吉峰國民小學
- 臺中市霧峰區桐林國民小學
- 臺中市霧峰區僑榮國民小學
- 臺中市霧峰區萬豐國民小學
- 臺中市霧峰區五福國民小學
- 臺中市霧峰區光正國民小學
- 臺中市霧峰區峰谷國民小學
- 臺中市霧峰區復興國民小學

## 醫療
醫院
- 亞洲大學附屬醫院
- 本堂澄清醫院

## 交通

### 公車客運
臺中市市區公車
| 編號    | 業者       | 營運區間                         | 備註                               |
| 17      | 東南客運   | 草湖－大臺中山莊                 |                                    |
| 50      | 統聯客運   | 文英兒童公園－921地震教育園區    | 經台中女中、中興大學               |
| 59      | 統聯客運   | 舊社公園－舊正                   | 59延延駛至舊正社區 繞駛市大里高中  |
| 107     | 台中客運   | 黎明新村－舊正                   | 107延延駛至舊正社區                |
| 108     | 台中客運   | 港尾－南開科技大學               | 經草屯鎮，繞駛亞洲大學             |
| 131     | 台中客運   | 北屯區行政大樓－朝陽科技大學     | 經塗城路，繞駛興大附中             |
| 132     | 台中客運   | 北屯區行政大樓－朝陽科技大學     | 經吉峰路，繞駛市大里高中           |
| 133     | 台中客運   | 高鐵臺中站－朝陽科技大學         |                                    |
| 151     | 中台灣客運 | 高鐵台中站－朝陽科技大學         | 經亞洲大學，觀光公車阿罩霧線       |
| 151延   | 中台灣客運 | 台中市議會－朝陽科技大學         |                                    |
| 151區   | 中台灣客運 | 高鐵台中站－亞洲大學             | 例假日及寒暑假前1日行駛            |
| 158     | 全航客運   | 高鐵臺中站－朝陽科技大學         | 經臺中車站、興大附中、修平科技大學 |
| 200     | 台中客運   | 亞洲大學＞新民高中＞亞洲大學     | 單循環路線，幹線公車(中興幹線)     |
| 200跳蛙 | 台中客運   | 亞大醫院－臺中女中               | 跳蛙公車                           |
| 243     | 台中客運   | 東山高中－亞洲大學安藤館         |                                    |
| 245     | 台中客運   | 頂街(沙田路)－亞大醫院           | 245繞繞駛大道國中 經新烏日車站     |
| 249     | 全航客運   | 台中車站－朝陽科技大學           |                                    |
| 281     | 中台灣客運 | 建國市場－霧峰農工               | 281副繞駛新烏日車站                |
| 281延   | 中台灣客運 | 新光里(新福路)－朝陽科大第二宿舍 |                                    |
| 282     | 中台灣客運 | 亞洲大學安藤館－桐林             | 282副繞駛(中投/北豐路口)           |
| 283     | 中鹿客運   | 大里仁愛醫院－省議會             | 經市大里高中                       |
| 291     | 中台灣客運 | 山多綠社區－大里環保公園         | 經慈明高中                         |
| 綠3     | 統聯客運   | 省議會＞台中市議會＞省議會       | 單循環路線                         |

小黃公車

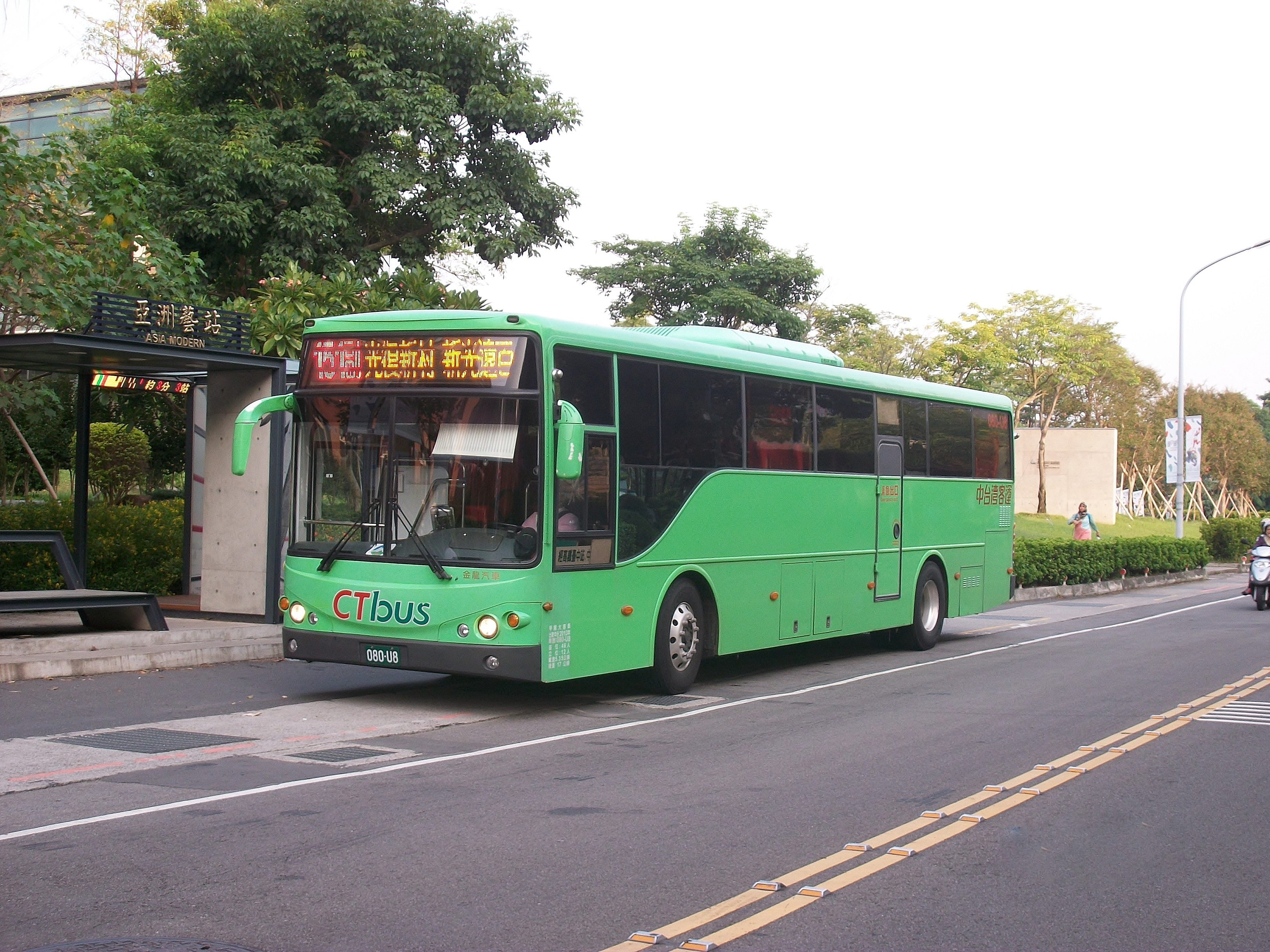
臺中市公車151路副線於亞洲大學現代美術館前

臺中市小黃公車是由臺中市政府交通局推動的公車系統之一，於2017年4月1日啟用，路線皆採固定時間發車且免費搭乘，乘車需於前一天預約，預約人數較多時則安排多輛計程車以提供載客服務，當中僅無臺中市市區公車行駛、停靠之路段可隨招隨停，以擴大公共運輸服務範圍至年長者、行動不便、偏遠地區、攜帶大型行李的民眾。行經霧峰區的小黃公車路線有黃6路（霧峰至青桐林生態產業園區）、黃7路（霧峰至象鼻橋）、黃8路（花東新村至喀哩）等3條，提供本堂、甲寅、本鄉、吉峰、桐林、坑口、六股、萬豐、舊正、南柳、丁臺、南勢、北勢等13個里的居民搭乘。
公路客運
| 編號  | 業者              | 營運區間                    | 備註              |
| 1831A | 國光客運          | 台北－南投(經霧峰)          |                   |
| 6268  | 全航客運          | 台中－埔里(省道線，經霧峰)  |                   |
| 6268F | 全航客運          | 台中－埔里(直達車，國道6號) | 設站點非霧峰市區  |
| 6322  | 總達客運          | 台中－水(經南崗)            | 繞駛亞州大學      |
| 6742  | 員林客運          | 台中－竹山(省道線)          | 6742A繞駛南投高中 |
| 6883C | 員林客運          | 台中－溪頭(國道線)          |                   |
| 6899  | 南投客運 台中客運 | 台中－埔里(省道線，經霧峰)  | 僅埔里端發車      |
| 6899D | 南投客運 台中客運 | 台中－埔里(直達車，國道6號) | 設站點非霧峰市區  |

### 公路

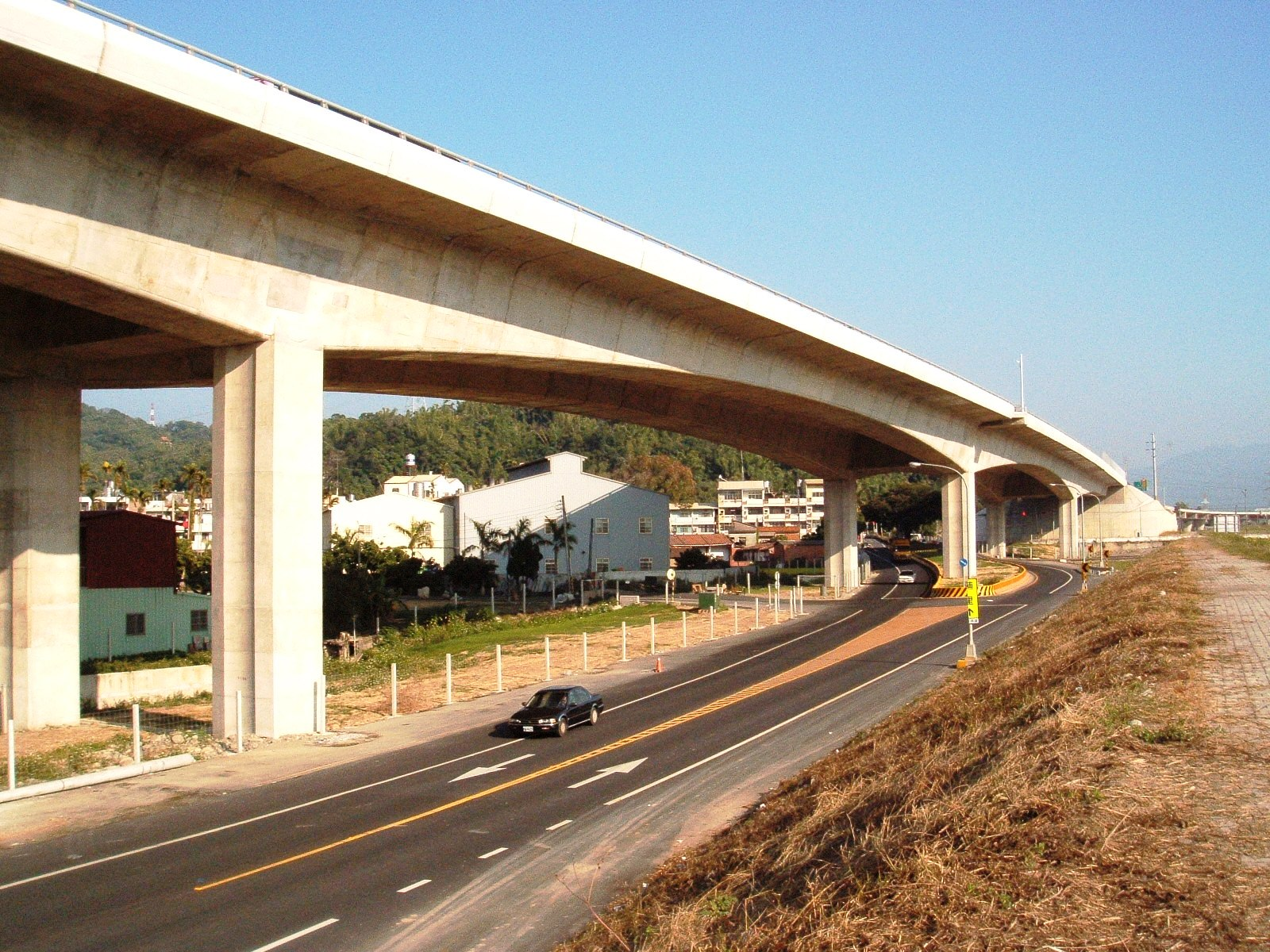
國道六號霧峰路段一景

國道
- 福爾摩沙高速公路（國道三號）

全線通車於西元2004年。其中，行經霧峰區的快官－草屯路段，在2003年1月通車。 是第二條於台灣西部縱貫全島之高速公路。其自烏日區進入霧峰區後，經霧峰西部，再跨越烏溪，進入彰化縣芬園鄉及南投縣草屯鎮。該高速公路在霧峰區，由北向南，設有中投交流道（銜接中投公路；四德、五福里）、霧峰交流道（銜接台三線、霧峰市區、台74線）、霧峰系統交流道（銜接國道六號）。
- 水沙連高速公路（國道六號，又稱中橫高速公路）

該路線於該區烏溪之北岸之霧峰系統交流道，自國道三號分叉出，沿烏溪進入國姓、等地。除於霧峰設立霧峰系統交流道外，後來又增設連絡台三線之舊正交流道。
- 國道四號（屬計劃路段，由生活圈四號先行替代）

省道
快速公路
- 台74線

原道路名稱為台中生活圈四號道路，在霧峰設有霧峰交流道與國道三號相通，亦可聯絡霧峰市區台三線。並將在高架橋下規劃平面道路，命名為環中東路八段。
一般省道
- 台3線

為一縱向貫串霧峰之省道，於霧峰區路段，屬四線道公路。北於草湖橋接大里區中興路。該省道大抵沿中正路（非該區光復新村內之中正路）南下——惟途經霧峰市區時，會繞行其西側之林森路外環道。南端於烏溪橋，進入南投縣草屯鎮，接其鎮之中正路。
- 台63線（中投公路）

也是另一縱貫霧峰之省道，位於霧峰西側。全線雖大部分為高架道路，惟自快速公路中除名。高架道路設有五福南路、127線匝道，中投、丁台、萬豐等交流道；其位於該區之兩側平面車道，東側稱中投東路；西側稱中投西路，各有二段。
市道
- 市道127號[c]

在霧峰路段，為一大致成東西走向的二線道公路，屬四德路。西接烏日區太明路，經四德里、北柳里後，東迄於四德路和台三線林森路口。
區道
- 中105線、中108線、中108-1線、中110線、中110-1線
- 中111線、中113線、中114線、中115線、中116線
- 中117線、中118線、中118-1線、中119線

主要道路
- 中正路：為霧峰主要街區
- 林森路
- 錦州路
- 民生路
- 吉峰路
- 錦州二街

次要道路
- 四德路
- 德泰街
- 樹仁路

### 公共自行車
臺中市公共自行車租賃系統（iBike）是臺中市政府推動的公共自行車租賃系統，2013年6月開始規劃建置，2014年7月18日開始營運，2017年5月16日使用次數突破一千萬人次，霧峰區已於2017年1月28日正式引進YouBike1.0系統，並於2021年7月9日引進YouBike2.0系統，2023年6月28日全面停止營運YouBike1.0系統，改為僅營運YouBike2.0系統。資料截至2024年12月31日，YouBike2.0系統已於霧峰區設有24個站點，並可甲地租車、乙地還車，提供民眾租借使用。

### 其他
糖鐵

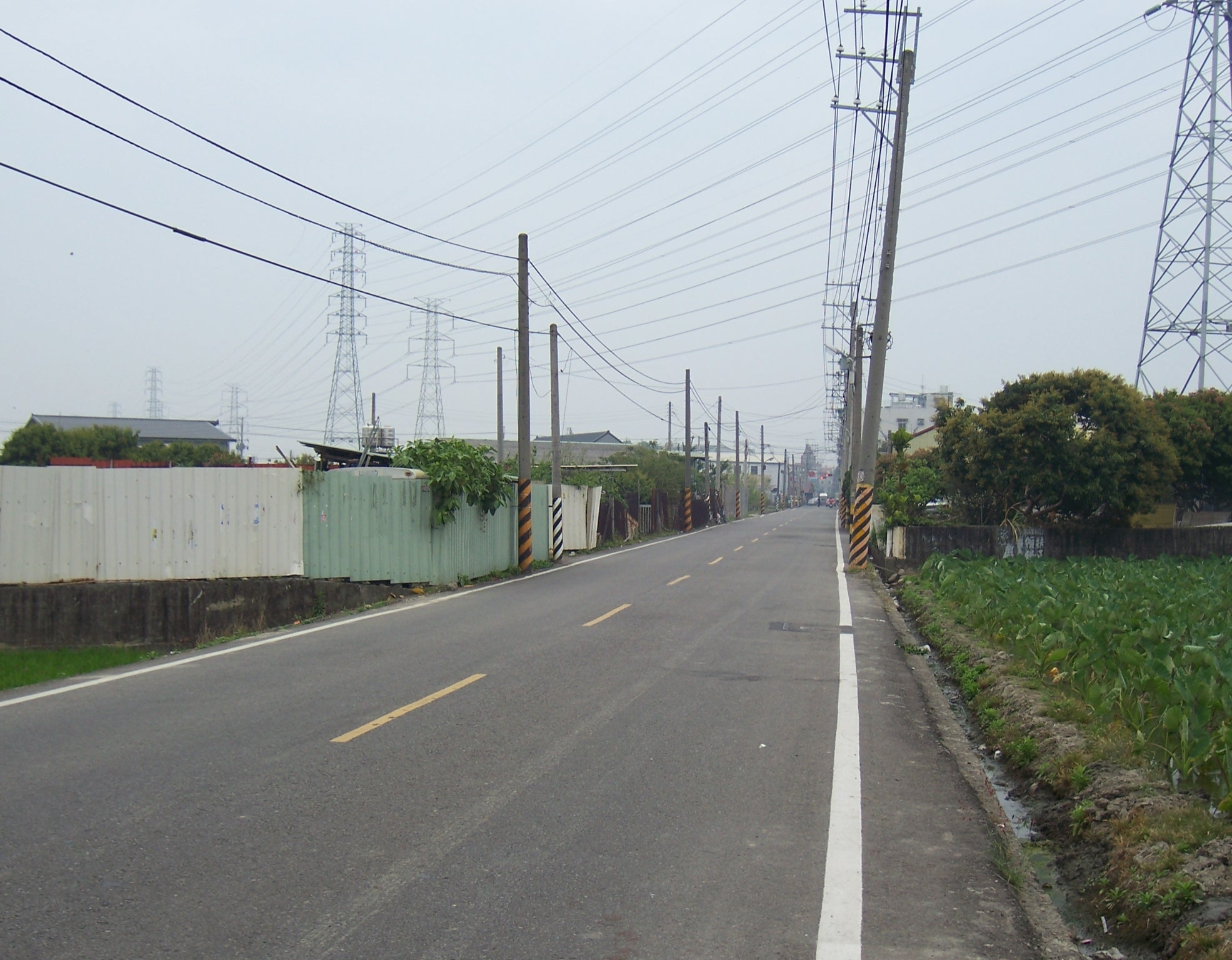
霧峰區錦洲路一景，其係原糖鐵中南線的一部分

日治時期，有地方士紳經營來往於台中和草屯間的輕便軌道。而後有建於1912年，全線通車於1918年的糖鐵中南線鐵路，由帝國糖廠株式會社經營，台中糖廠 轄管。其在霧峰區，設有北溝、霧峰、萬斗六、舊社四車站。而後，中南線和一些糖鐵路線，連接為南北平行預備線——於1953年初完工。 惟於1959年之八七水災，其烏溪大橋毀損。後來，中南線運輸業務停辦，1976年全線拆除。
輕便鐵道
日治時期，霧峰曾有數條手押台車軌道。

### 未來

#### 捷運
- █台中機場捷運（規劃中）

## 旅遊

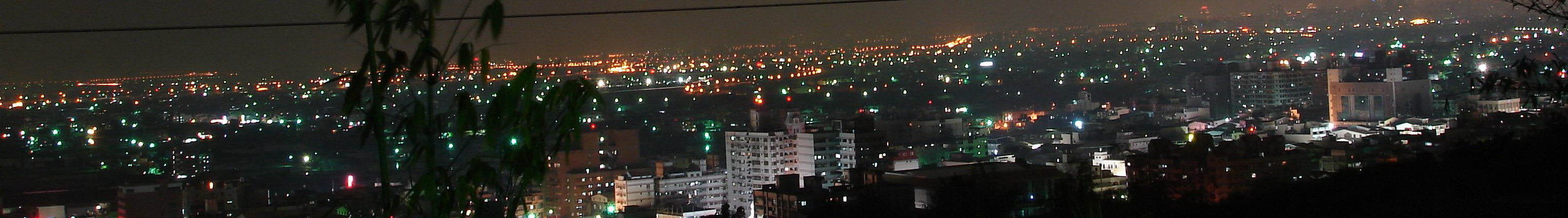
從中心瓏步道俯瞰霧峰夜景

### 人文景點
- 國立自然科學博物館 九二一地震教育園區
- 國立臺灣交響樂團音樂文化園區
- 霧峰林家宅園：與萊園，已登錄為台中市唯二的國定古蹟
- 明台中學霧峰林家萊園、五桂樓、林獻堂陵墓、林獻堂文物館
- 亞洲大學行政大樓暨圖書館、體育館、亞洲大學現代美術館
- 立法院民主議政園區、立法院議政博物館、立法院民主時刻館：園區內省議會時期的建築，已登錄為台中市定古蹟
- 臺中市立圖書館霧峰以文分館：前身為臺灣第一座鄉立圖書館
- 霧峰菇類產學館[51]：臺灣唯一，世界唯二菇類主題館
- 霧峰農會酒莊、霧峰民生故事館
- 光復新村：臺灣省政府興建的第一座大型眷屬聚落，已登錄為台中第一個文化景觀
- 農業試驗所昆蟲標本館、台灣土壤陳列館
- 北溝故宮文物典藏山洞：國立故宮博物院北溝時期的庫藏文物舊址，已登錄為台中歷史建築
- 阿罩霧圳：1838年即修建的古圳，尚留日治時期修建第一水門遺跡，目前包含一座曾為台灣最大的九公尺大水車引烏溪水流，仍持續運作提供霧峰區灌溉用水。
- 白陽聖廟 (金陵山宗教休閒園區的天壇造型建築，一貫道祖師紀念館)
- 圓滿教堂（金陵山宗教休閒園區）
- 萬佛寺（重建中）
- 中臺灣電影推廣園區中臺灣影視基地（興建中）
- 霧峰柳樹湳七將軍爺廟
- 霧峰護國寺
- 霧峰南天宮
- 臺中和鑫宮霧峰金虎爺分會
- 阿罩霧福德祠（霧峰交通分隊前）
- 霧峰法揚宮
- 霧峰新德宮

### 商圈夜市
- 霧峰樹仁商圈
- 霧峰中正路商圈
- 週二亞大夜市
- 週三福新宮夜市
- 週四四德路711丁台門市夜市
- 週五、日德泰街夜市

### 生態與自然景點
- 霧峰落羽松秘境
- 青桐林生態產業園區
- 九九峰自然保留區
- 省議會後山步道、中心瓏登山步道、望月峰獻堂登山步道（兩者可互通）
- 阿罩霧山 － 台灣小百岳之一。
  - 樟公巷登山道、樟公樹、樟公樹廟
- 成功巷登山道
- 五櫃崎登山步道、玉蘭谷登山道
- 峰谷登山步道
- 乾溪自行車道河濱走廊、草湖溪自行車道
- 泉水埤生態園區 — 位於乾溪旁，因地下湧泉形成，平時亦具備灌溉功能，全長約八百公尺。[52]
- 北柳里平溪河生態示範區 — 第一條生態示範河。[53]
- 湧旺羊媽媽觀光農園[54]
- 瑞峰菇蕈教育農場
- 桐林觀光農園[55]
- 玉蘭谷休閒農園
- 忘憂谷休閒農場
- 田媽媽議蘆餐廳（議員會館）
- 法蔓田園咖啡[56]
- 聖地庭園景觀餐廳

### 公園
- 阿罩霧公園
- 本堂公園
- 北峰公園
- 甲寅老人公園
- 吾情天地公園

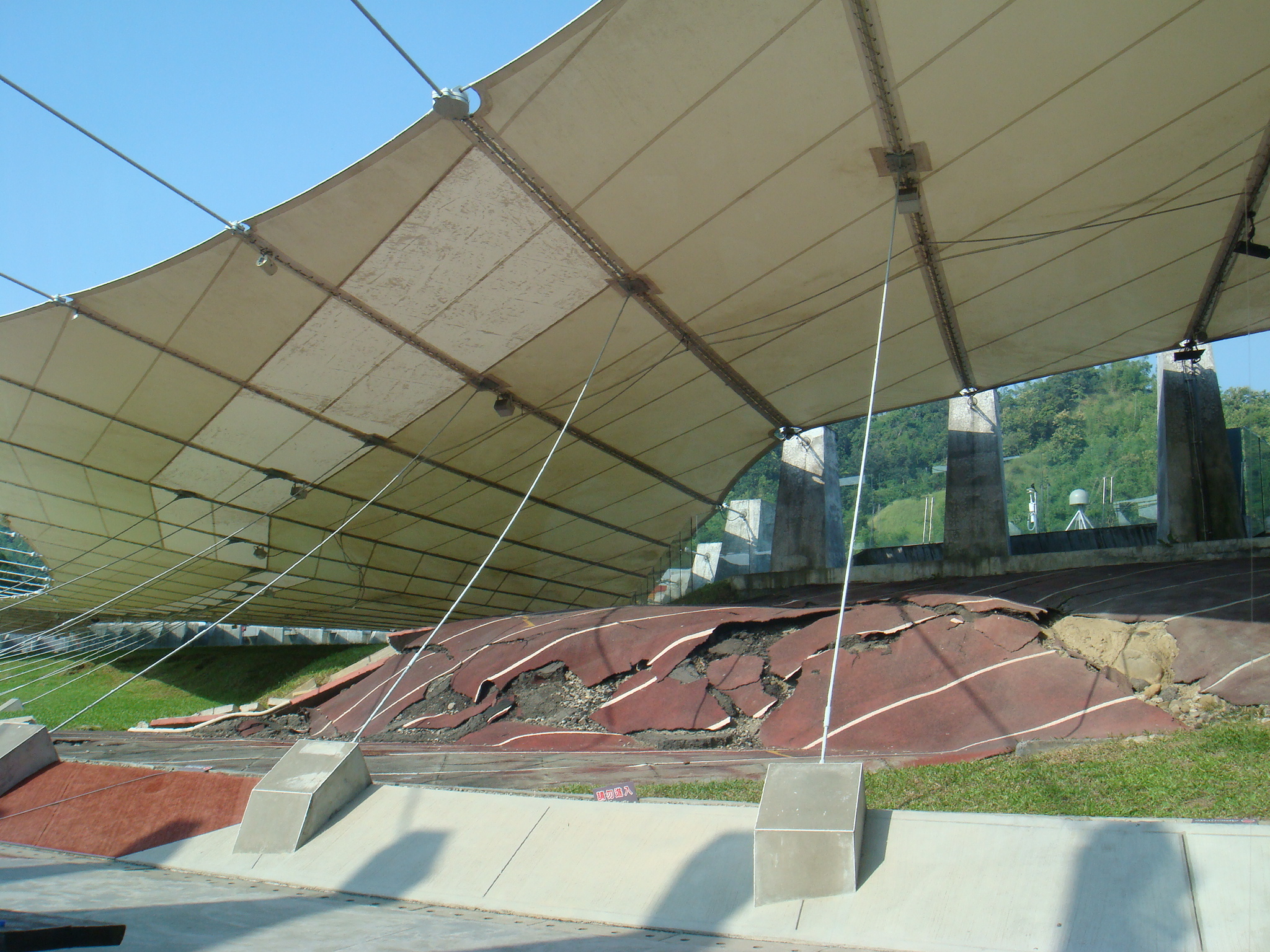
九二一地震教育園區
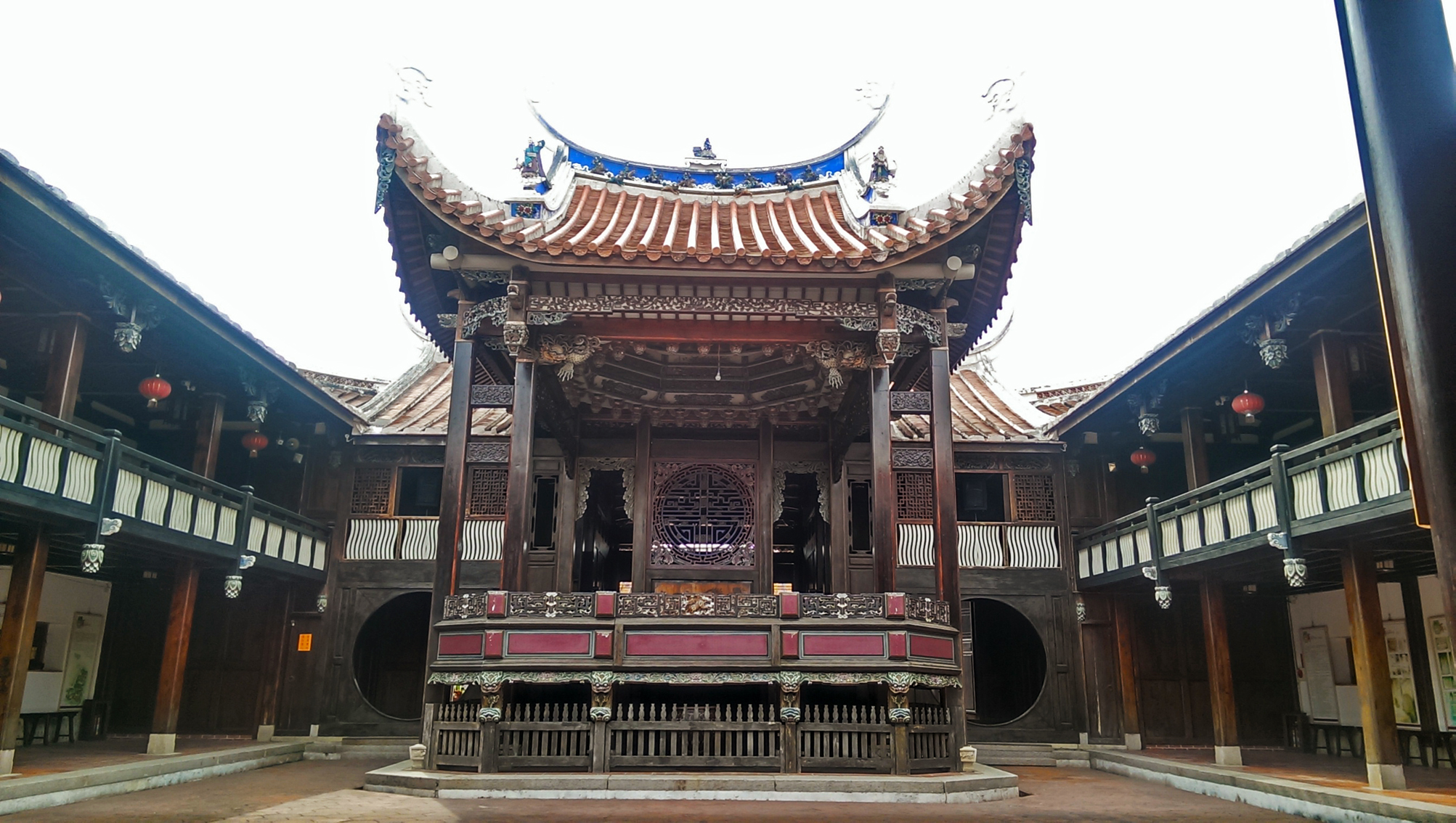
霧峰林家下厝宮保第大花廳
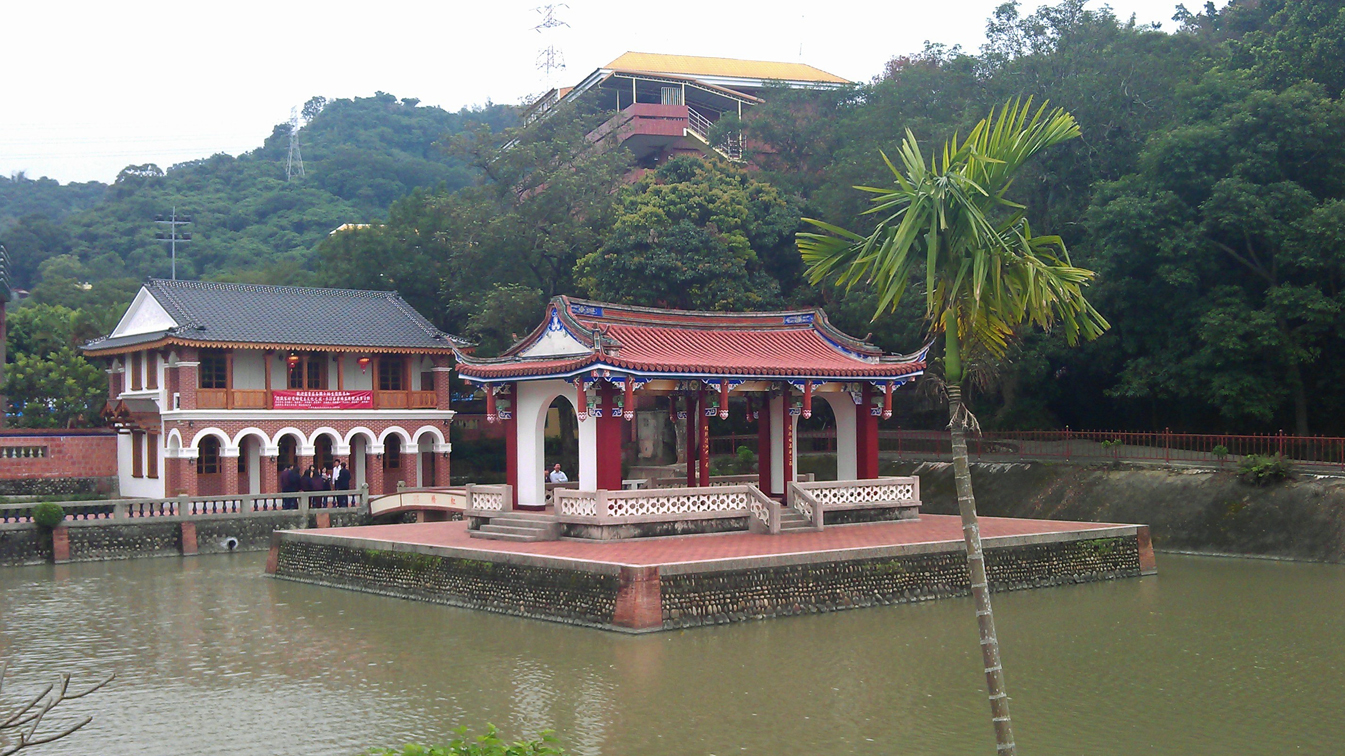
萊園飛觴醉月亭
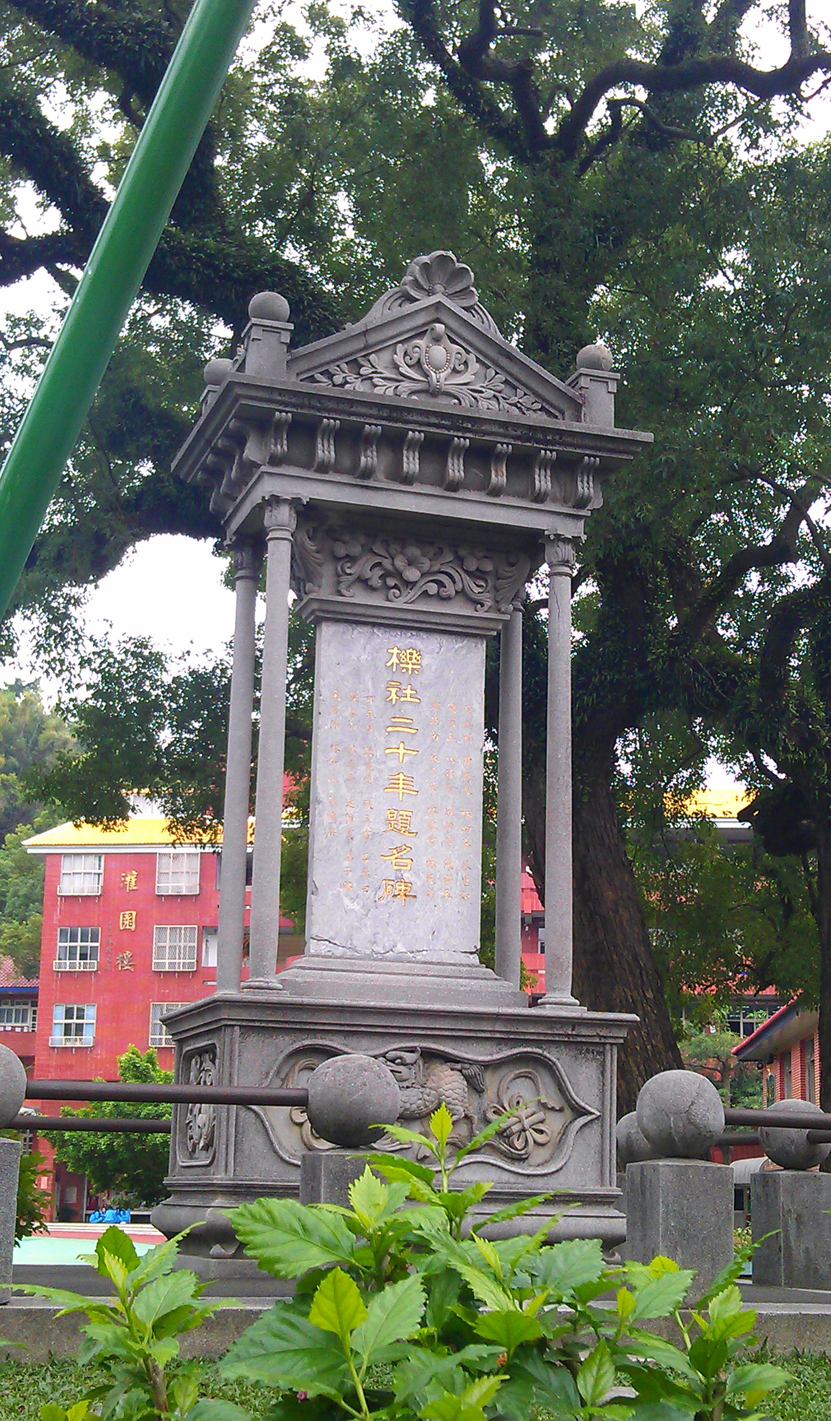
櫟社二十年題名碑
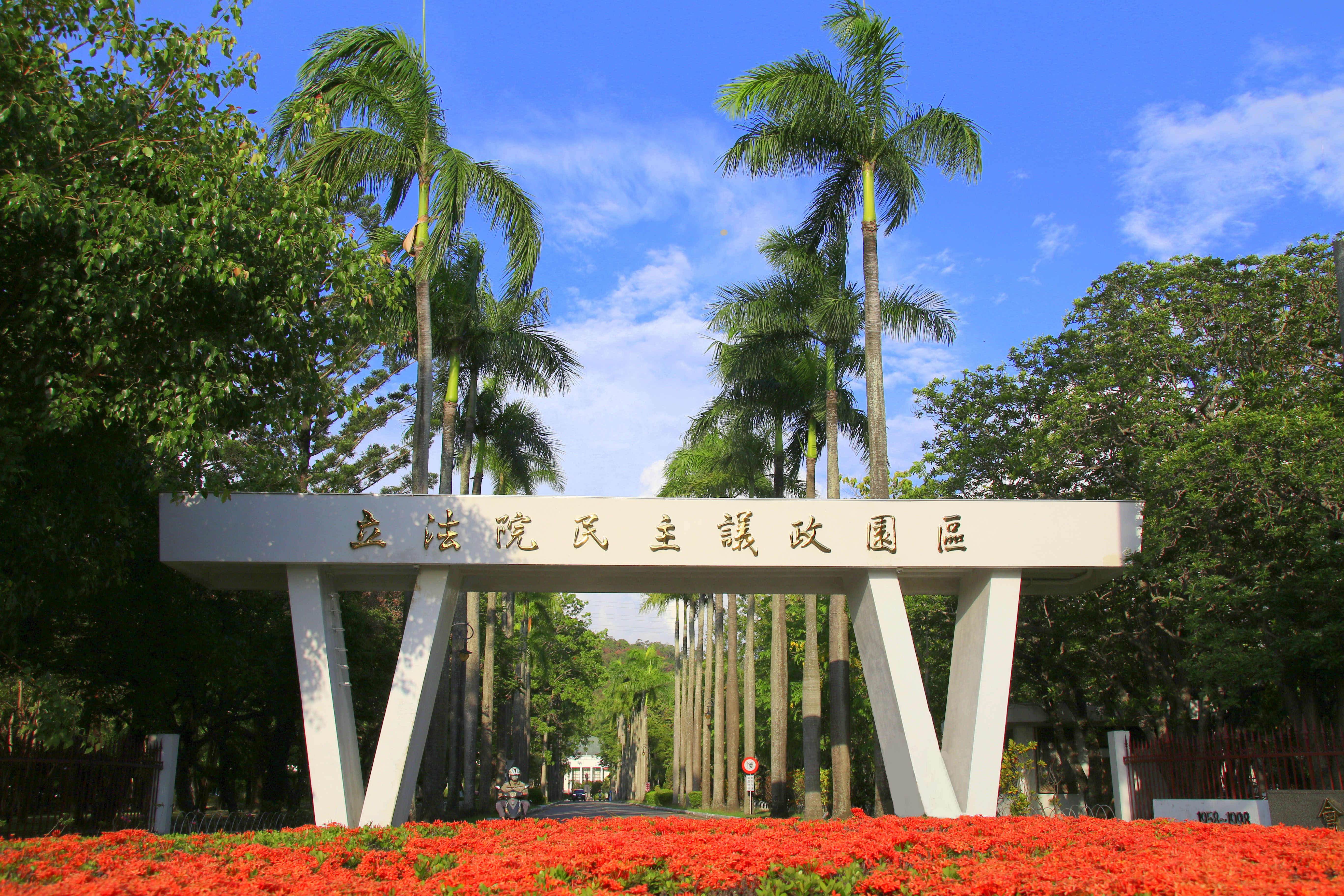
立法院民主議政園區
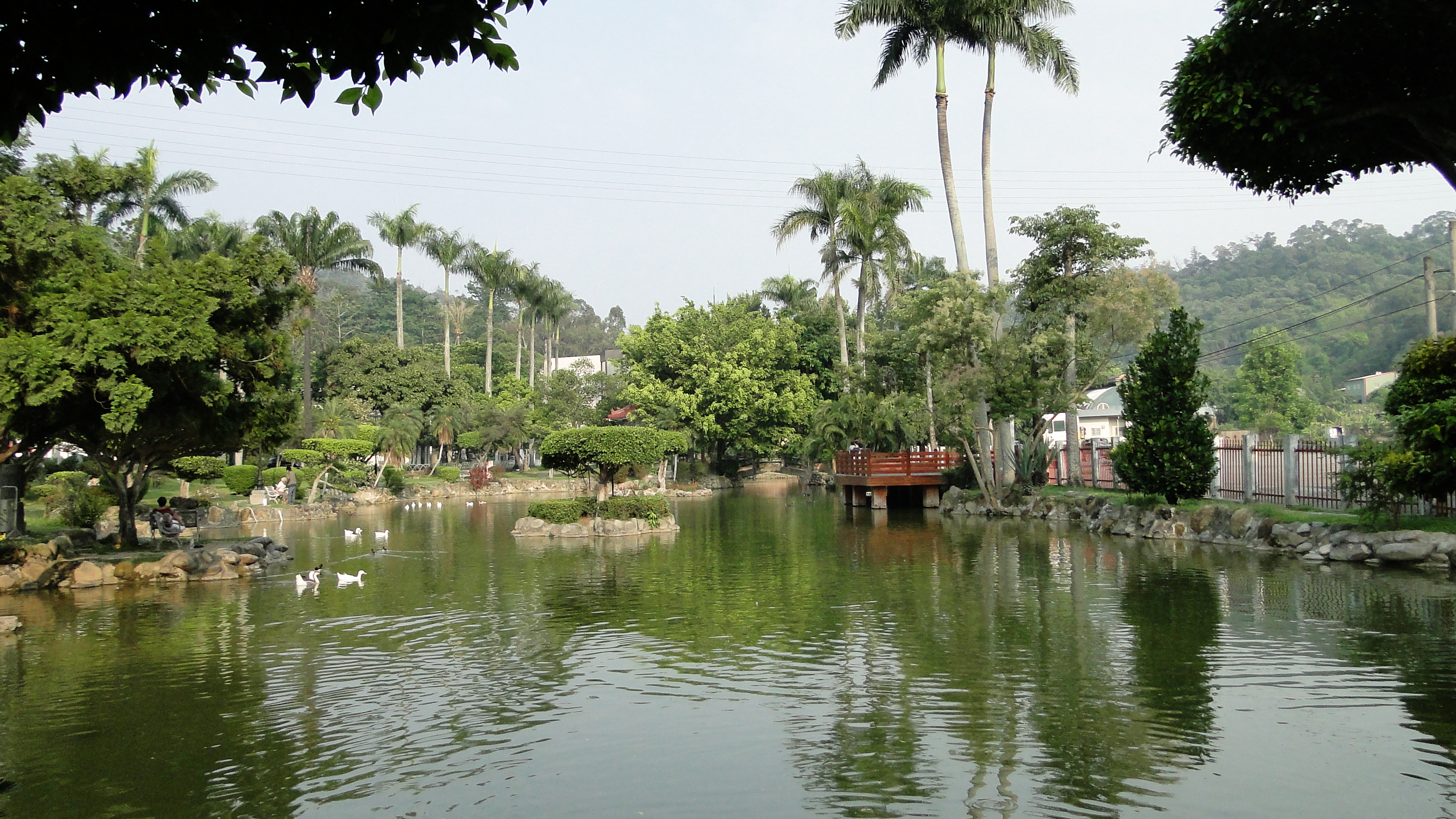
立法院民主議政園區生態池
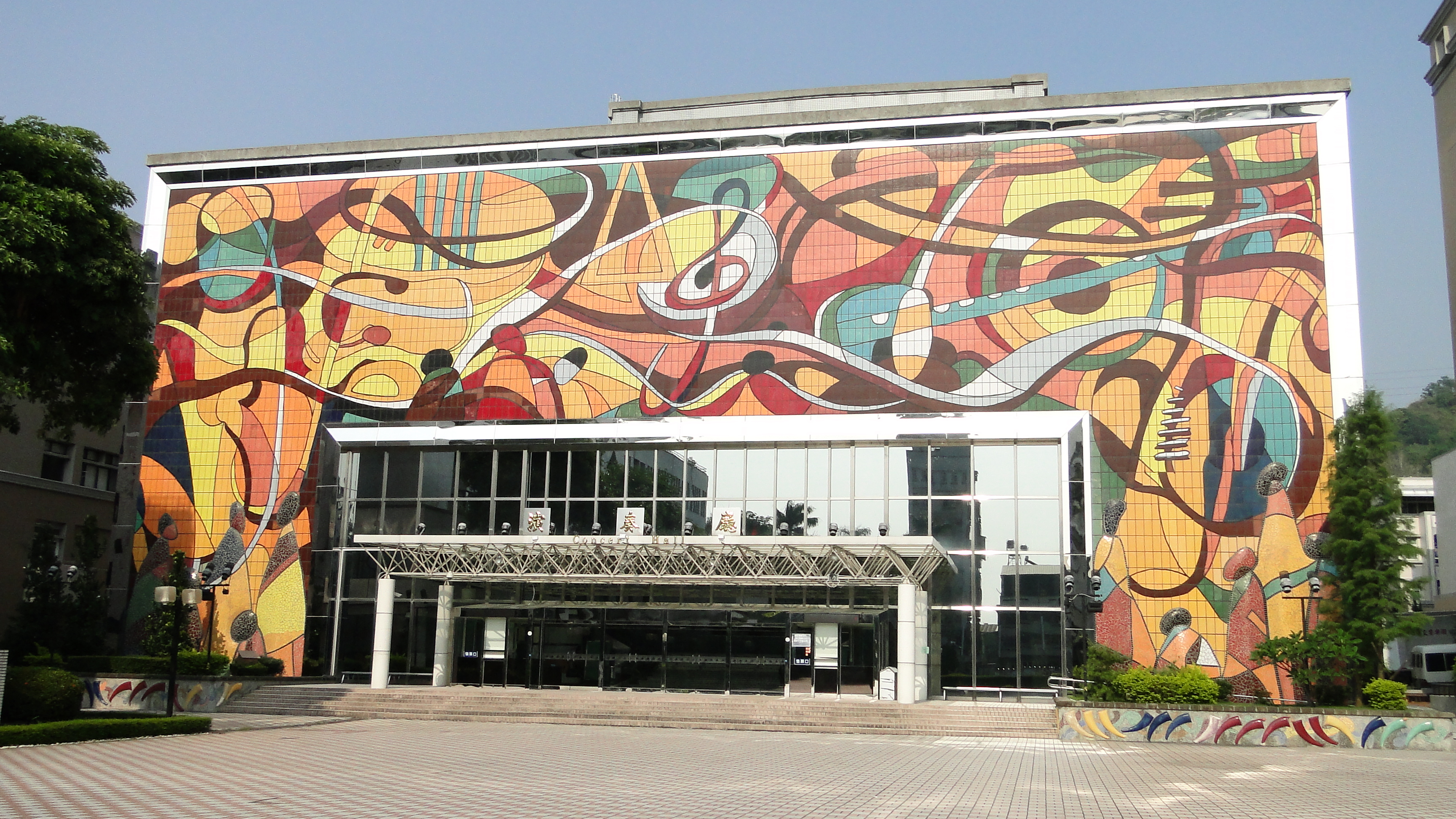
國立臺灣交響樂團 霧峰演奏廳
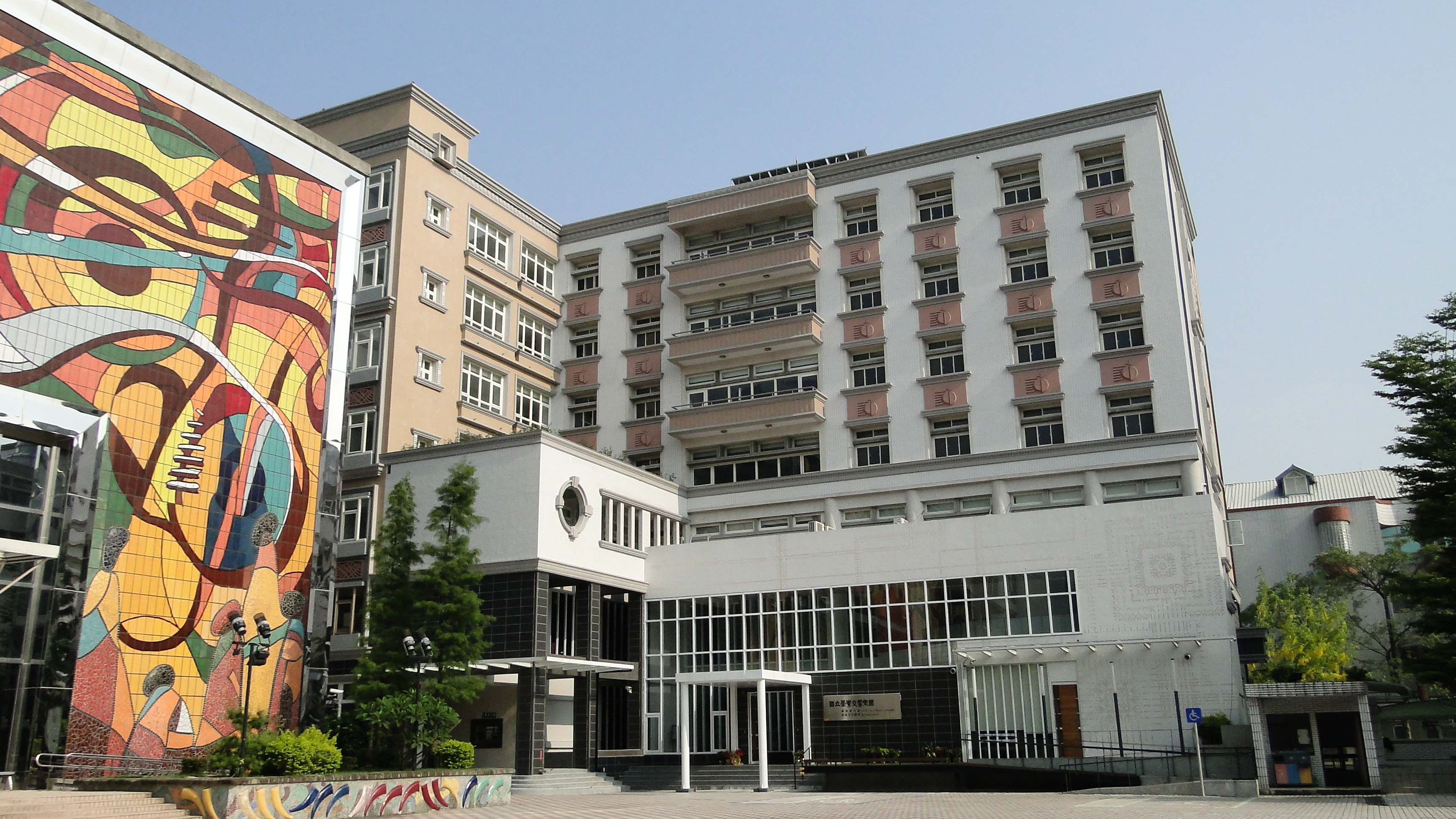
國立臺灣交響樂團 臺灣音樂文化園區
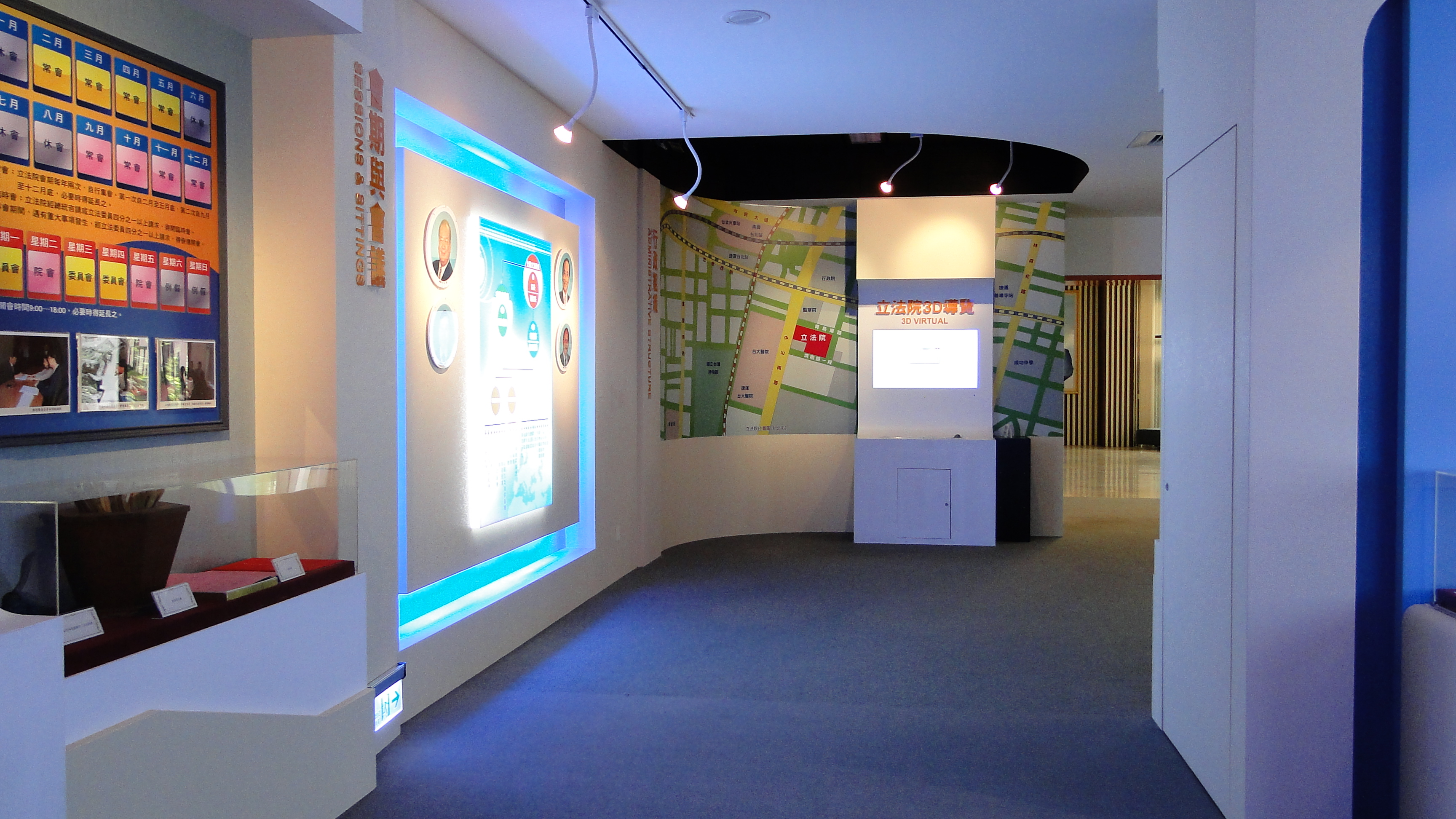
立法院議政博物館展廳
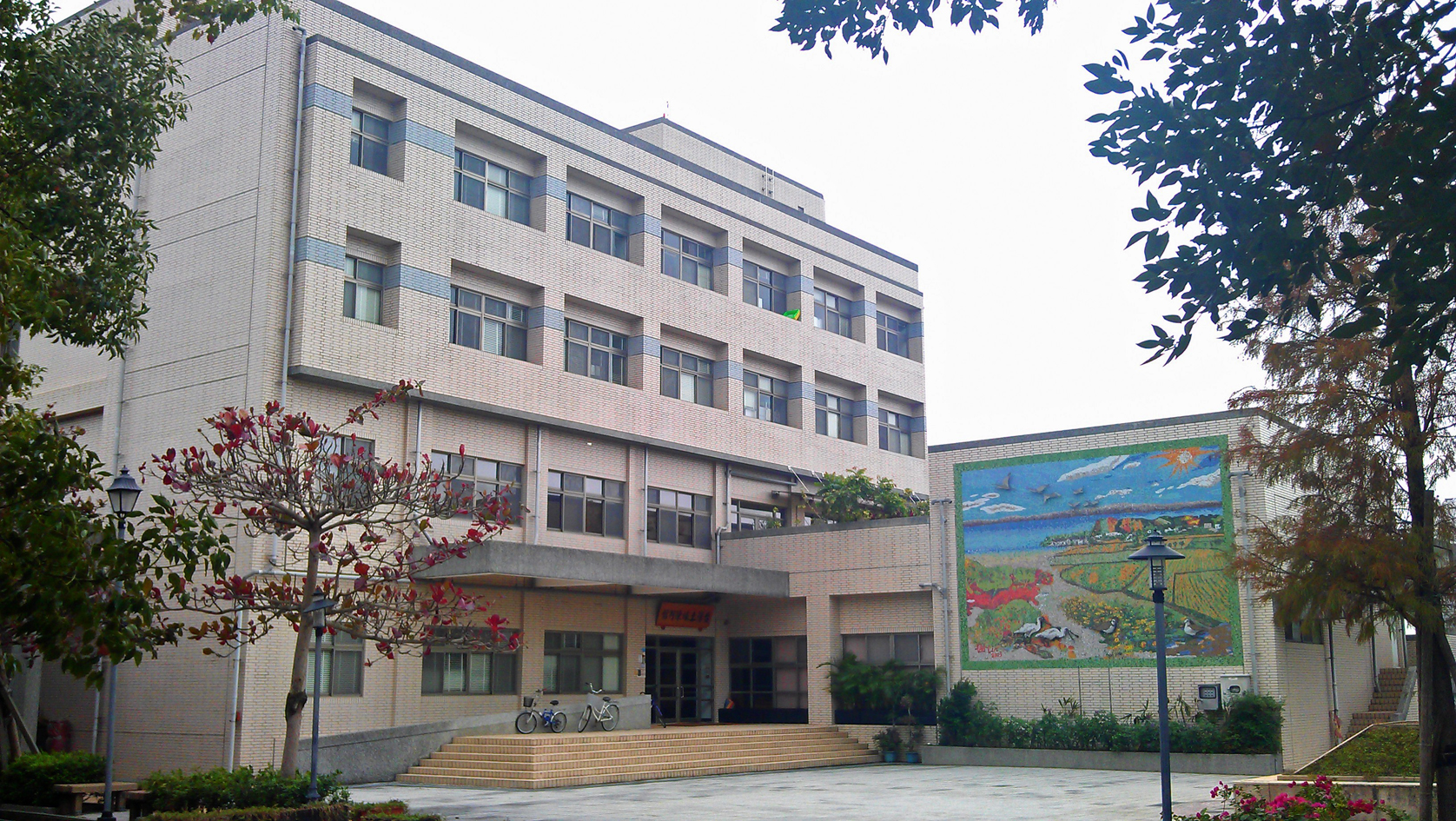
台灣土壤陳列館
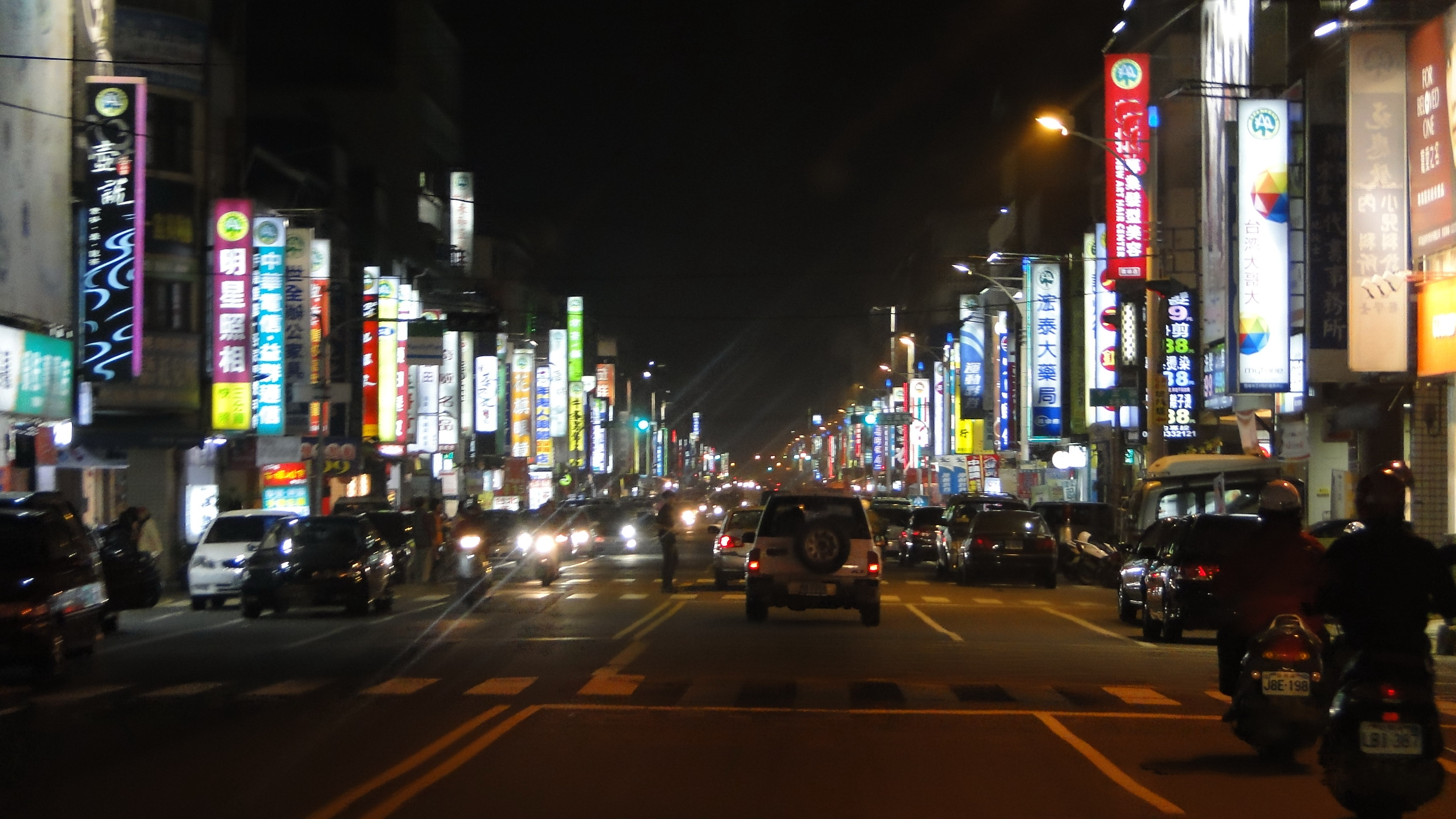
中正路商圈
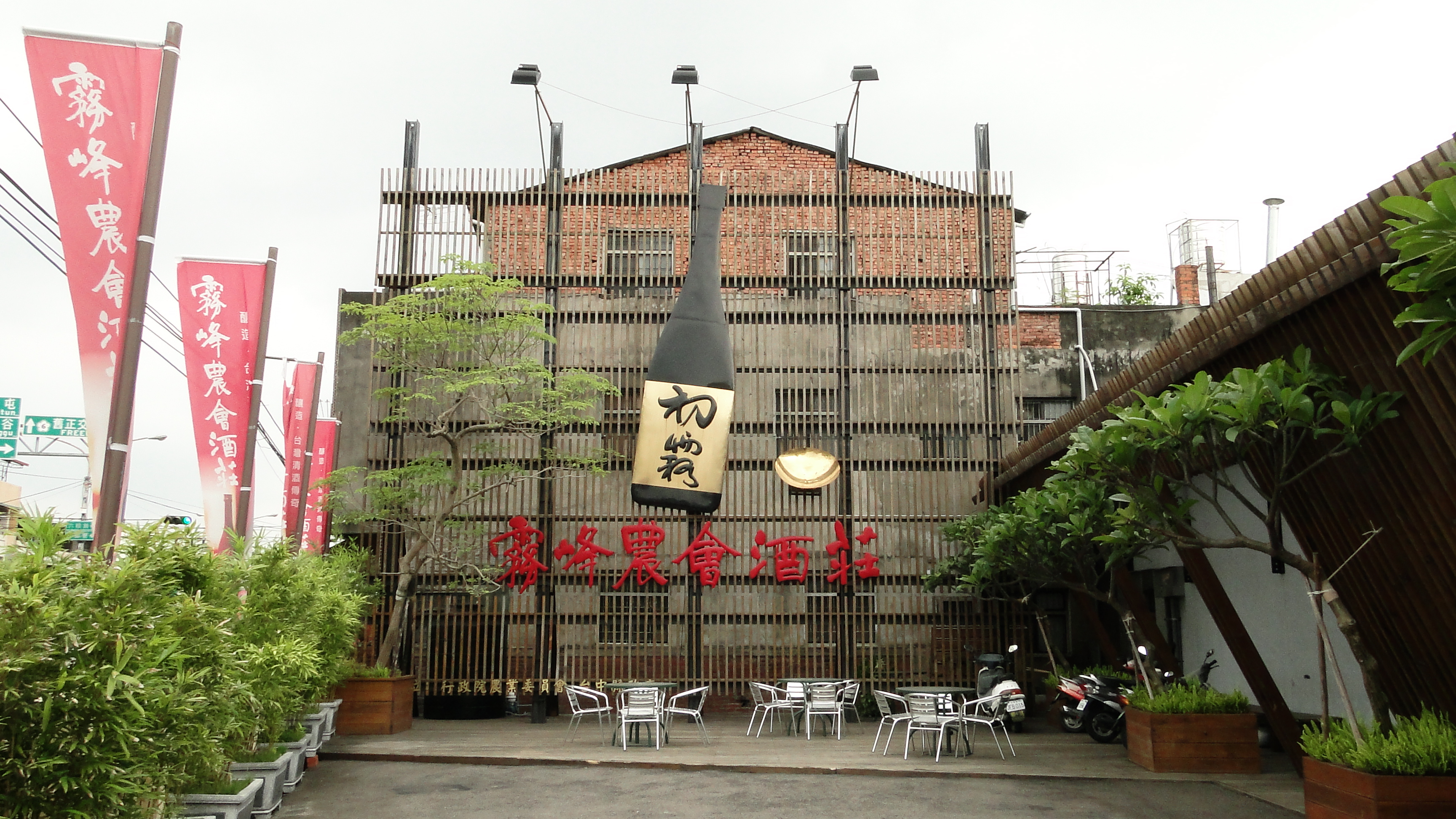
霧峰農會酒莊
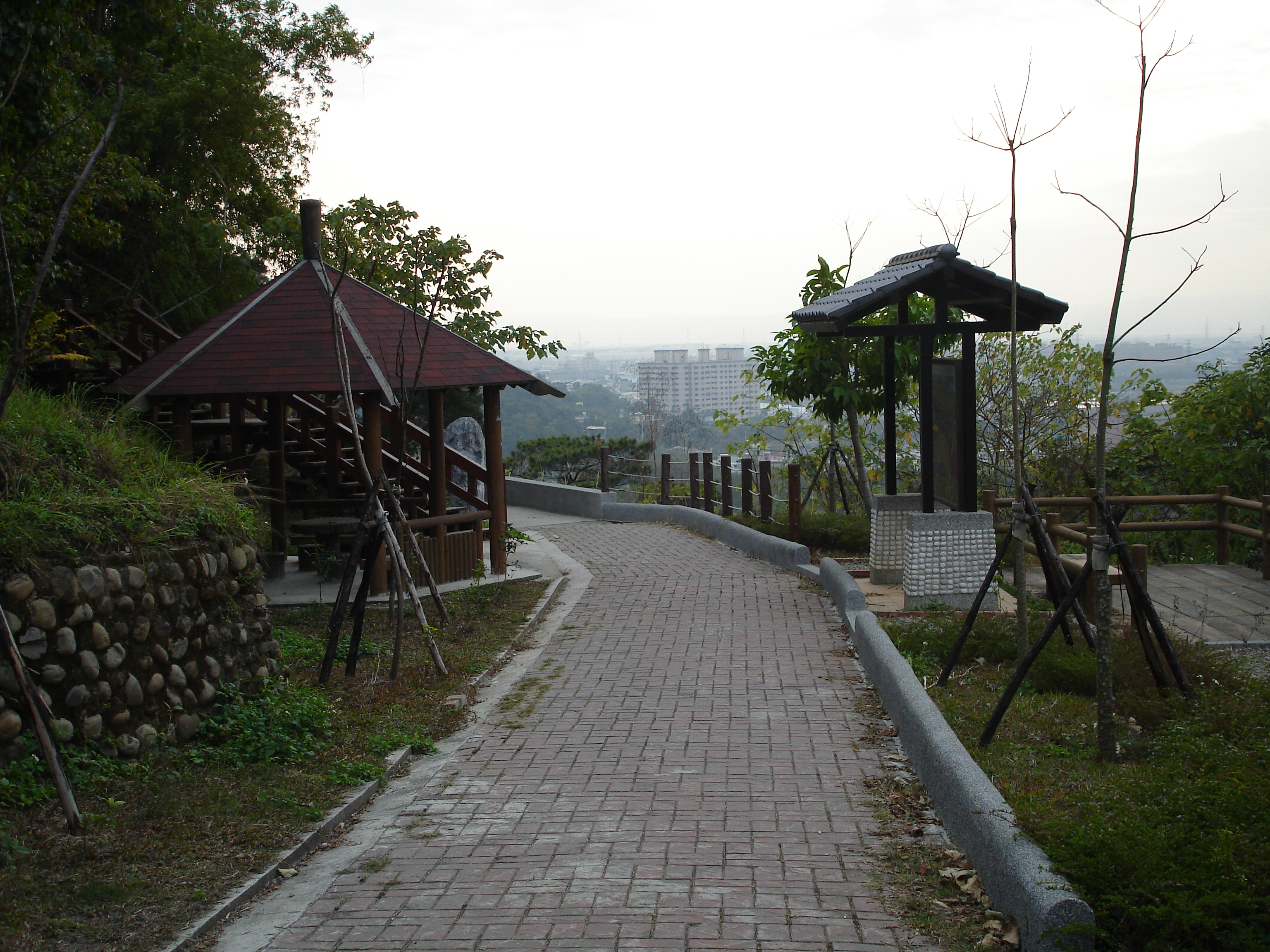
中心瓏登山步道
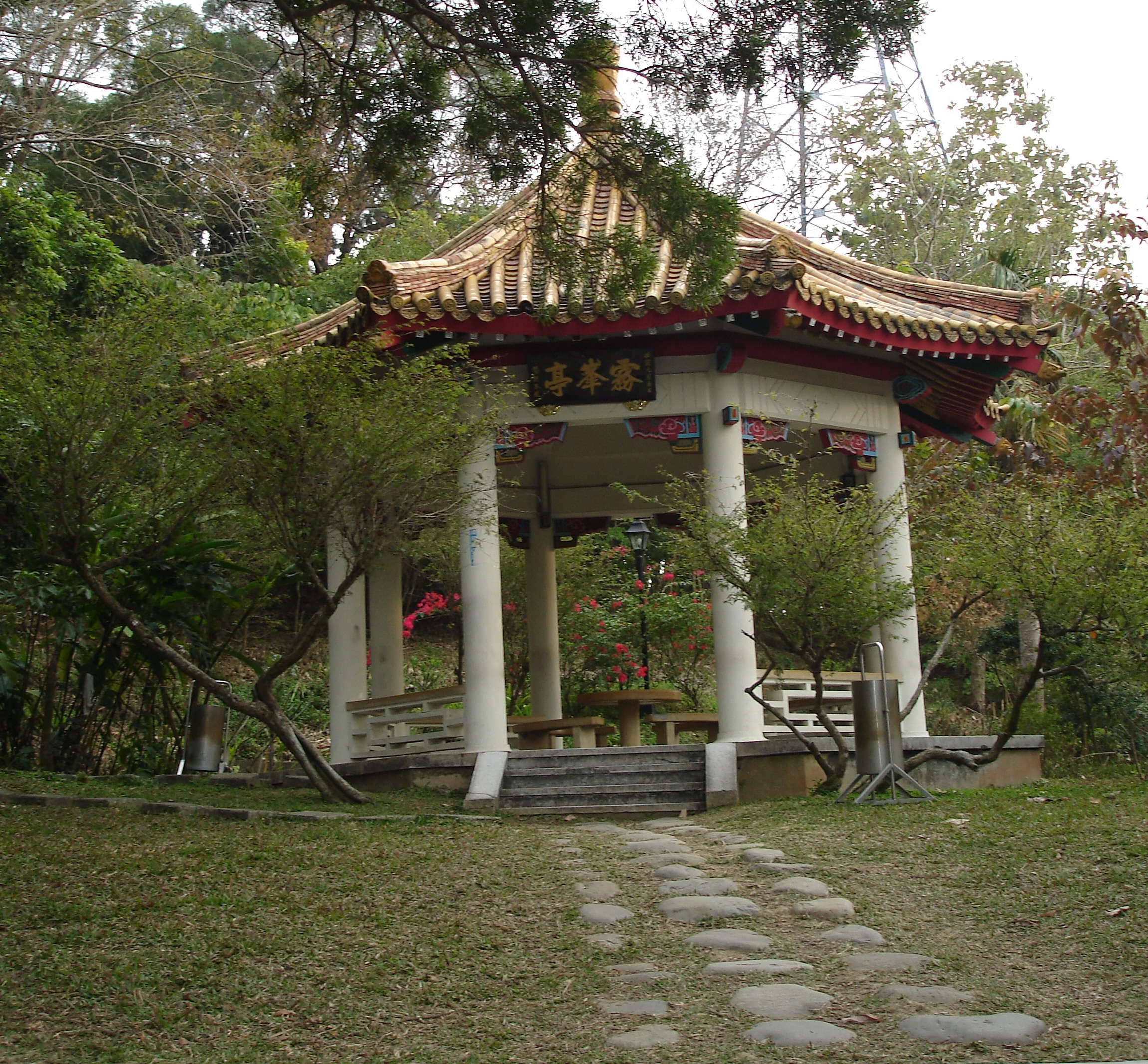
立法院民主議政園區後山步道的霧峰亭
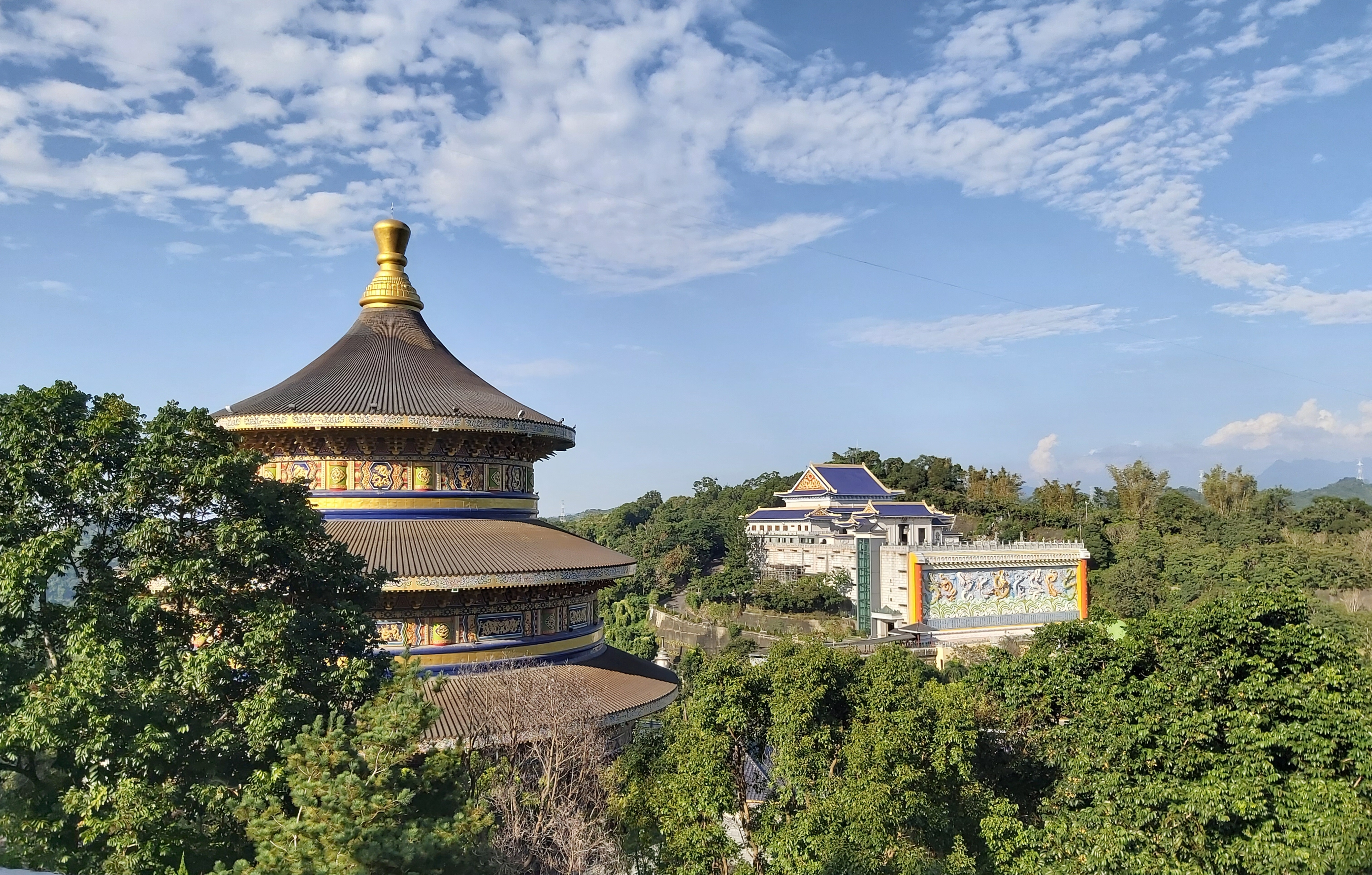
金陵山宗教休閒園區
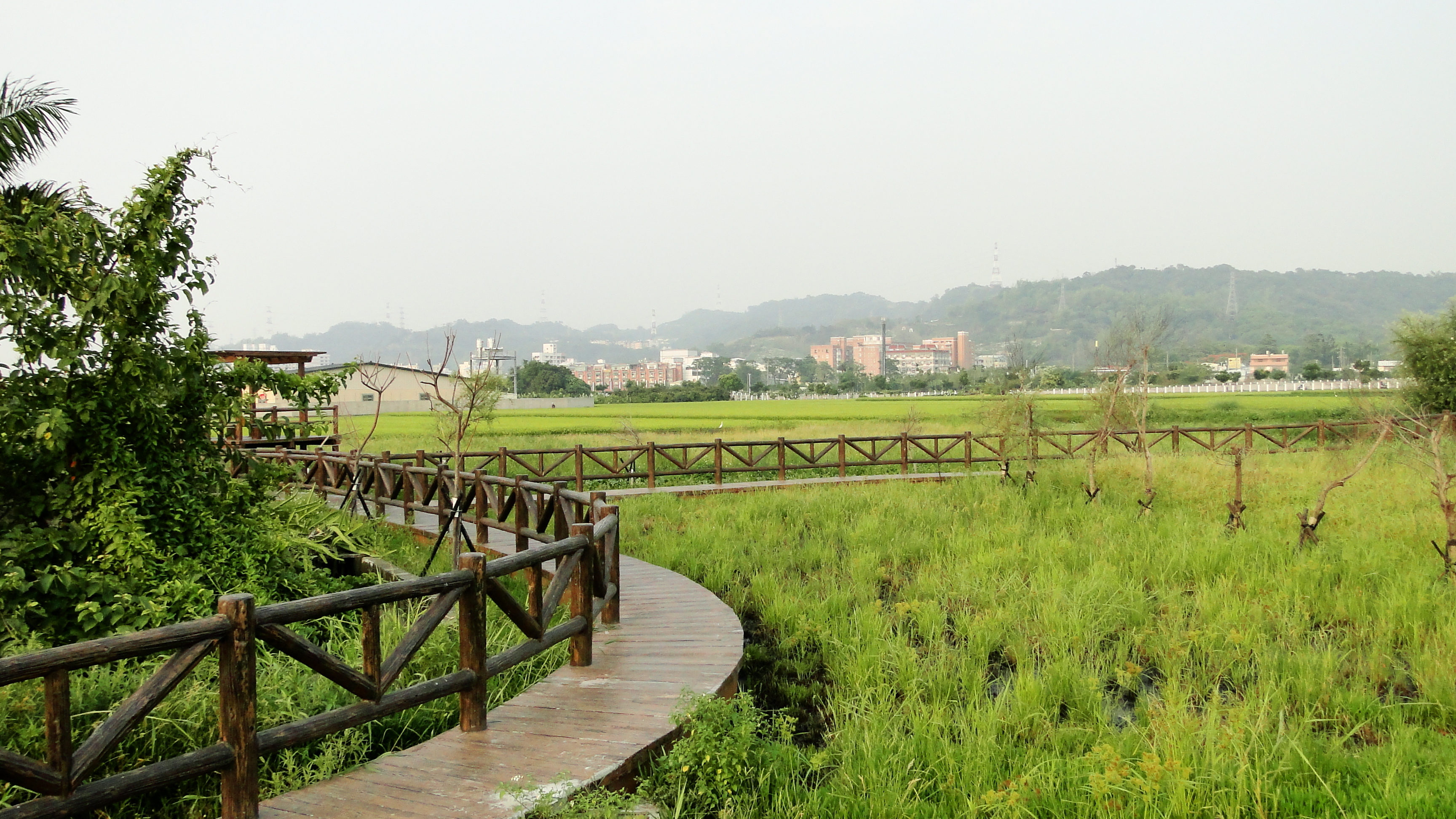
泉水埤園區及觀景亭
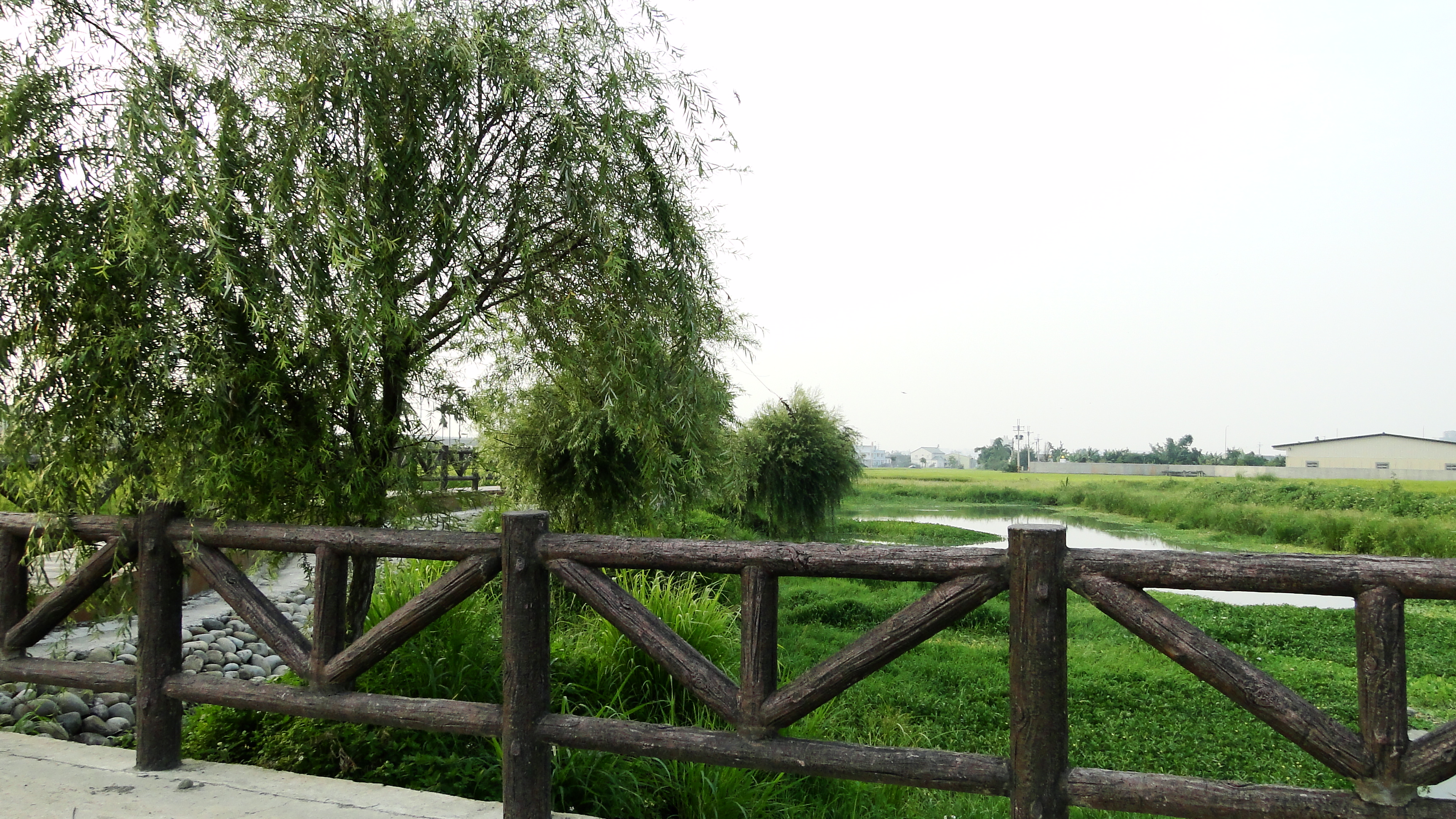
泉水埤一景

## 區內中央機關與組織

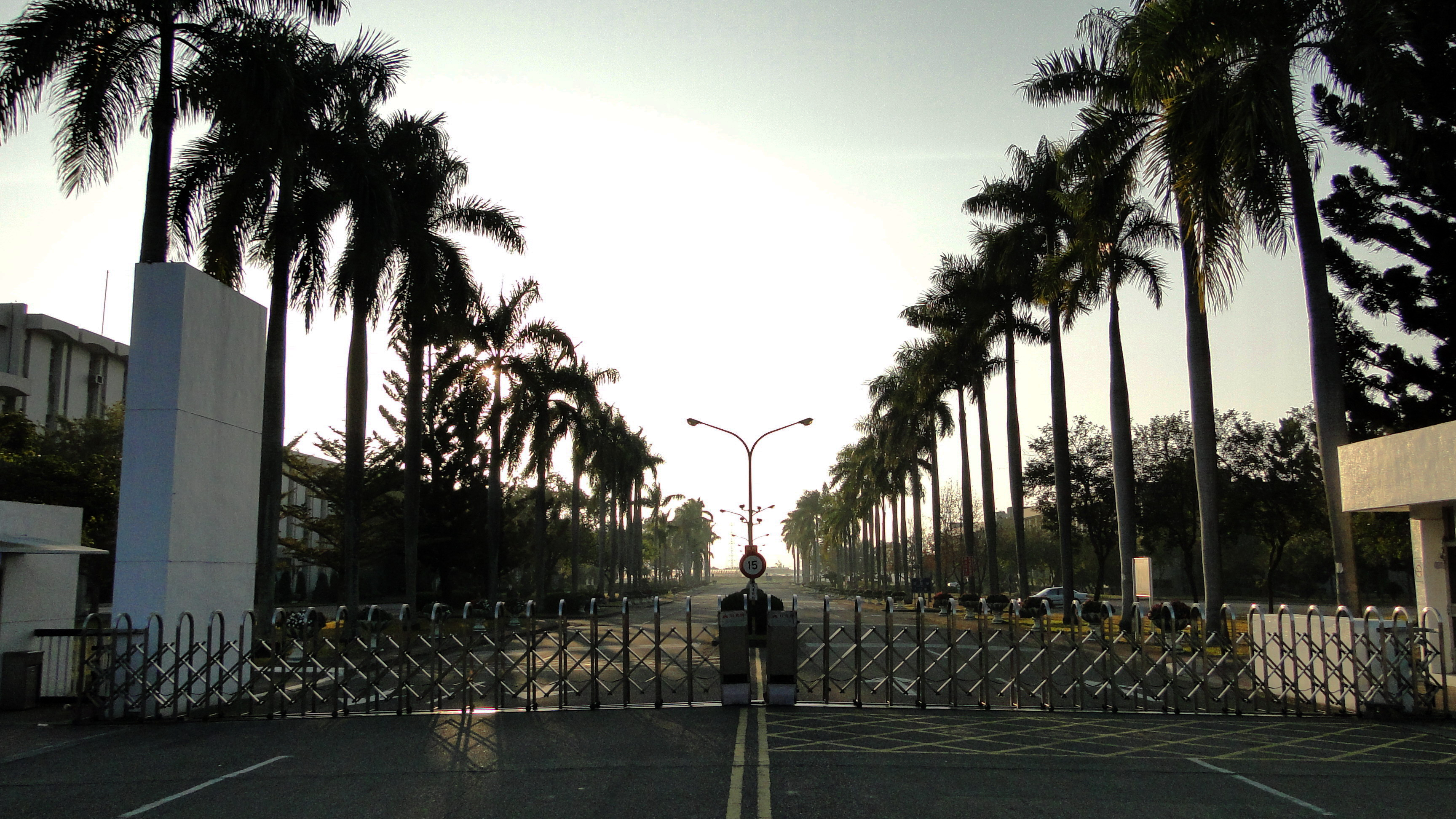
農業部農業試驗所椰林大道

1950年1月6日，國民政府將故宮文物搶運來臺後，在霧峰區設置機構聯合管理，遂於吉峰里北溝一帶鑿設山洞存放。1954年，臺灣省政府疏遷至臺灣中部地區，秘書處、衛生處及教育廳等所屬單位，借用本堂里大同路16號現址為辦公廳舍。1957年，秘書處、衛生處先行遷往南投縣中興新村。同年3月，國立故宮博物院北溝陳列室落成開幕，並對外展出國寶文物。1958年，臺灣省最高民意機關「臺灣省議會」設立於此。1963年9月，臺灣高等法院臺中分院、臺灣高等法院檢察處臺中分處（今臺灣高等檢察署臺中檢察分署），於本堂里中正路成立。1965年，國立故宮博物院北溝陳列室遷建臺北外雙溪現址。1989年5月，配合司法大廈興建完成，乃將臺中高等法院、高檢處臺中分處遷往臺中市區。1993年10月1日，教育廳遷建位於本堂里中正路的臺中高等法院舊址。1998年，實施精省計畫，臺灣省議會改制為「臺灣省諮議會」，多數省府機關改隸屬中央部會或改制為中部辦公室。2018年12月31日，臺灣省諮議會實質廢止。2019年12月16日起，原址更名為「立法院民主議政園區」，內有立法院議政博物館、中南部服務中心辦公。
因霧峰為前臺灣省政府機關與臺灣省議會主要所在地，在精省後，多數改隸屬立法院與行政院所屬部會。
- 經濟部水利署聯合辦公區：水利規劃分署、中區水資源分署、第三河川分署
- 中央聯合辦公區：教育部國民及學前教育署、國立臺灣交響樂團、交通部觀光署國民旅遊組、參山國家風景區管理處（含遊客中心）
- 立法院民主議政園區：立法院中南部服務中心、立法院議政博物館、臺灣省諮議會（諮議會已停止運作）
- 農業部農業試驗所
- 農業部農業藥物試驗所

## 相關作品
- 萊園雜詠部分詩詞（絕句，梁啟超著）
- 舞台劇《霧裏的女人》（1996）、《紅旗‧白旗‧阿罩霧》（1996）、《一官風波》（2001）（劇作家邱坤良）
- 小說《阿罩霧將軍》（1998）（作者鍾喬））
- 電視劇《滄海百年》（2004）（閻延文編劇，陳家林導演）
- 音樂專輯「貓仔掠蛺仔」（2010）（藝術家黃圻文）
- 紀錄片《穿越霧風到林家》（2012）（盧昱瑞導演，李崗監製）
- 電影《阿罩霧風雲》(2013)（許明淳導演，李崗監製）
- 電影《疑霧公堂》（2019）（李運傑導演，於蓓華監製）

## 外部連結
- 霧峰區公所 （页面存档备份，存于）